# Carlos Antonio López
Carlos Antonio López Insfrán (Asunción, 4 de noviembre de 1792-Asunción, 10 de septiembre de 1862) fue un político, periodista, jurista, maestro y estadista paraguayo. Ocupó los cargos de cónsul y presidente respectivamente. Electo como primer cónsul junto con Mariano Roque Alonso como segundo por el quinto Congreso Nacional en 1841. Al término del consulado se llamó a congreso en 1844, y se aprobó la Ley que establece la Administración Pública, primera norma política fundamental en la historia del Paraguay independiente. Es considerado el primer presidente constitucional del Paraguay, ya que con él se inicia el período constitucional que duraría hasta 1870.
Desde su incursión en el servicio público, Carlos Antonio López tuvo destacada actuación como político, es considerado como el padre de la primera modernidad (1840-1870), el que procuró acercar al Paraguay a los bienes de la cultura universal sin descuidar por ello el ejercicio de la soberanía. Su gobierno se destacó por las varias reformas que contribuyeron al progreso del país en los aspectos políticos, económicos y sobre todo culturales. Mediante estos logros fue reelecto en el cargo en el año 1854 y 1857.
Fue quien estableció las bases jurídicas, de lo que era un país agrario y ganadero que se regía por pocas leyes heredadas de las leyes de indias en tiempos de la colonia, se transformó en un país industrializado que poco a poco fue sentando su sistema legal de modo a legalizar la administración de López, la cual le dio especial importancia a la salida diplomática, quizás esa haya sido la causa del porqué durante su gobierno no se vivieron mayores sobresaltos que escaramuzas entre los ejércitos binacionales en las fronteras del Paraguay, hasta ese momento, todavía no había delimitadas con exactitud.
No obstante, Carlos Antonio López siguió con las prácticas autoritarias muy famosas durante el gobierno de José Gaspar Rodríguez de Francia, claramente sin la crueldad del primero, pero con la aparición de una nueva figura autoritaria: el exilio. En materia educativa grande fue el aporte de López, pues otorgó becas a jóvenes aplicados para estudiar en Europa y de ese modo lograr el nacimiento de una nueva generación más ilustrada, quienes recién tendrían destacada actuación ya en la posguerra. Dichas acciones, son las que posteriormente hayan colocado a Carlos Antonio López en el pedestal de la historia paraguaya, por ser uno de los hombres que junto a Rodríguez de Francia defendió la nacionalidad paraguaya.
En materia edilicia, durante su gobierno, varios fueron los arquitectos e ingenieros europeos que llegaron al Paraguay con la misión de erigir amplios edificios y estructuras similares a las solo se podrían encontrar en las calles de Roma o París. A su vez, Carlos Antonio López siguió con la política nacionalista de su antecesor, logrando posteriormente el reconocimiento, durante su gobierno, de la independencia paraguaya por parte de distintas naciones. Una vez ya en sus postrimetrías, dejó el camino llano y estructurado para que su primogénito, Francisco Solano López, continuara dicho proceso.

## Biografía

### Infancia y juventud
Carlos Antonio López Ynsfrán nació en el distrito de Manorá, Asunción, el 4 de noviembre de 1792, hijo de Miguel Cirilo López de Villamayor y Leonor Melchora Ynsfrán Ascona, matrimonio que tuvo seis hijos y dos hijas: Martín López Ynsfrán, quien en el convento de San Francisco realizó los cursos de Filosofía y Teología Escolástica recibiéndose de maestro en artes ejerciendo posteriormente el cargo de vicario en Yuty, Caazapá hasta el final de sus días. Basilio López Ynfrán, fraile franciscano quien durante años ejerció el curato en Pirayú para posteriormente ser designado obispo del Paraguay hasta su muerte en 1859. Francisco de Paula López Ynsfrán, José Domingo López Ynsfrán, Victoriano López Ynsfrán, Melchora López Ynsfrán, Blasia López Ynsfrán  y Juan Vicente López Ysnfrán . Miguel Cirilo era un sastre de origen español y Melchora provenía de una antigua familia de estirpe asuncena. La infancia de Carlos Antonio transcurrió en aquella casa colonial ubicada a metros del arroyo Mburicaó.  
Un año después, en julio de 1793, fue bautizado en una iglesia recoleta y su padrino fue el señor Juan de la Cruz Arce. Inició sus estudios primarios en varias escuelas coloniales de Asunción, lugar en que se enseñaba aprendizajes básicos como leer, escribir y contar, además de la enseñanza de los dogmas cristianos. Según diversos biógrafos, ya desde pequeño se destacó por su inteligencia y sus ganas de aprender. 
Una vez culminados sus estudios primarios y secundarios, aconsejado por sus padres en 1808 inicia sus estudios secundarios cursando sus estudios de filosofía y teología en el Real Seminario de San Carlos de dicha ciudad, pero luego abandonó dicha carrera para estudiar derecho. Tras doctorarse en jurisprudencia, fue catedrático de dicha institución. Debido a las hostiles relaciones con su tío, el dictador José Gaspar Rodríguez de Francia, se vio obligado a mantenerse oculto de manera clandestina por varios años. Adquirió de todas formas un gran conocimiento de las leyes y asuntos gubernamentales. 
Al momento de iniciar sus estudios habitó en la residencia del matrimonio de Pedro Cálcena y Echeverría y Juana de la Mora. En 1809 rindió el segundo año de filosofía, el cual aprueba de manera satisfactoria, así como en el año 1810 cuando finalmente el Real Colegio de San Carlos es cerrado, convertido en cuartel y trasladado a una residencia particular por órdenes del gobernador Bernardo de Velazco como respuesta a los acontecimientos acaecidos respecto de la Junta de Buenos Aires, así como los sucesivos intentos de esta por anexar el Paraguay a las futuras provincias unidas.  

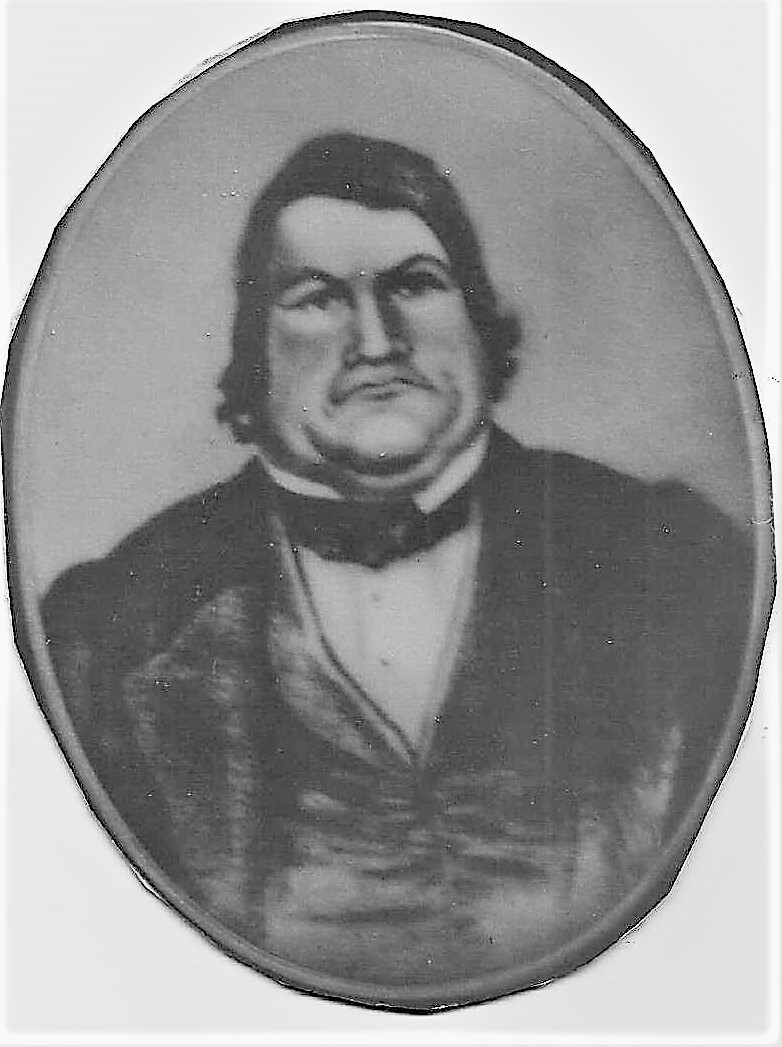
Carlos Antonio López en su juventud

Cuando tenía 18 años, se produjo la gesta revolucionaria del 14 y 15 de mayo de 1811, participando así de las múltiples manifestaciones de apoyo a los sublevados. A los 19 años, en 1812, ingresa al Real Seminario de San Carlos luego de aprobar una serie de exámenes sobre Filosofía, Latinidad y Teología, donde años después comenzó a enseñar las cátedras de Artes, Teología, Moral y Dogmática que las enseñó hasta 1824, año en que el entonces dictador José Gaspar Rodríguez de Francia clausuró dicha institución. Además de poseer amplia habilidad con el empleo del latín como idioma, siendo en su época, uno de los máximos expertos en este idioma en Paraguay.  
Carlos Antonio López en varias ocasiones reemplazó a los ancianos sacerdotes del colegio seminario al momento de impartir clases de Teología. Tal fue el destaque de López como docente en las aulas, que la información de su cualidad catedrática llegó a oídos del entonces dictador José Gaspar Rodríguez de Francia, su tío, quien le encomendó diversas asignaturas para enseñar. De Carlos Antonio López se pudo probar su prodigiosa capacidad académica, incluso el entonces rector del Real Seminario, Juan Miguel Brítez decía:

“El catedrático de Artes, don Carlos Antonio López, ha desempeñado exactamente el magisterio de todo este último año, dictando y enseñando la parte que le restaba de la facultad, con la más grande aplicación y eficacia, y sin haber faltado un momento a la asistencia, ni omitido ejercicio alguno de los que previenen los estatutos, habiendo defendido un acto general público de toda ella, y sin otro particular de conclusiones de la expresada y última parte; y así mismo ha enseñado Latinidad a los Minoristas, con la misma eficacia”

## Familia

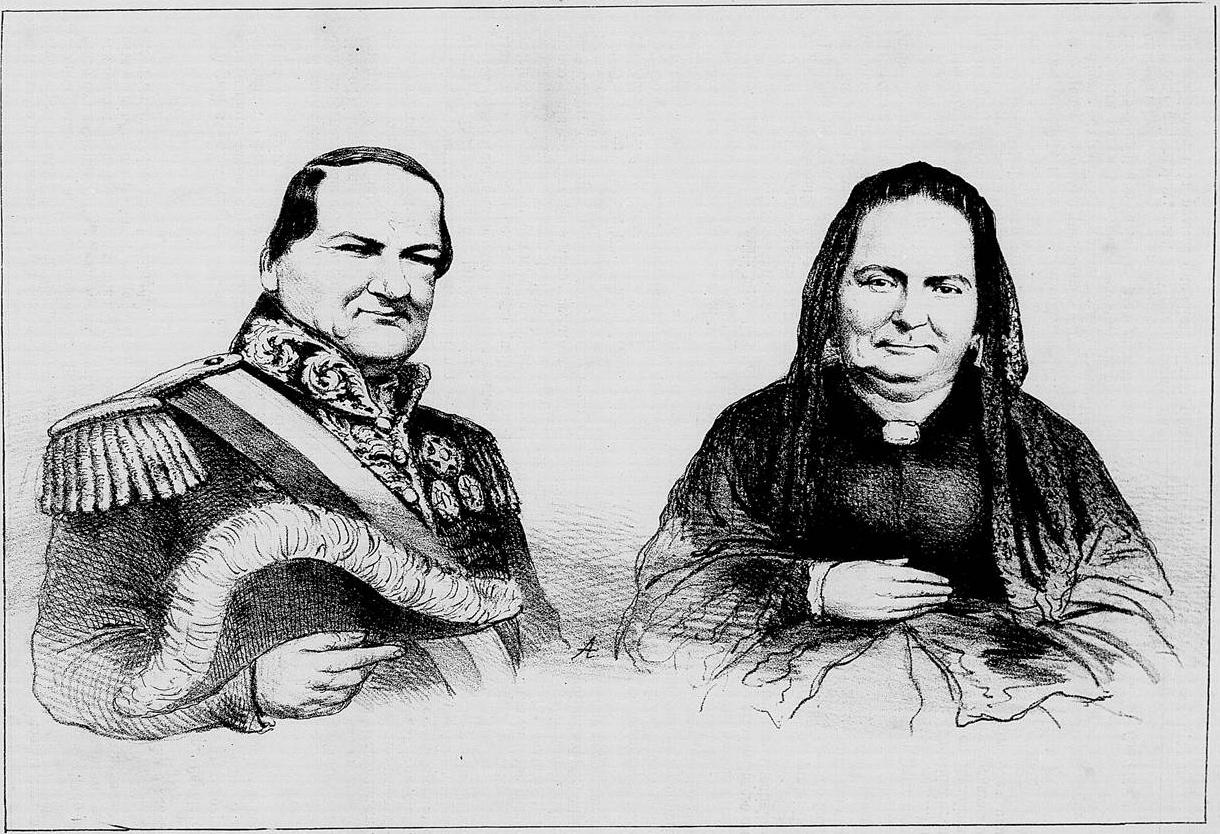
Carlos Antonio López y Juana Pabla Carrillo, en A Vida Fluminense.

Una vez culminado sus estudios, contrajo matrimonio con Juana Pabla Carrillo (o Viana) el 22 de julio de 1826, quien nació en 1807 y falleció en 1871, hija de Pedro Ignacio Carrillo Cabañas de Ampuero (muerto en 1814) y María Magdalena Vianna Larios (1773-1842), quien luego de enviudar, contrajo nupcias con el acaudalado recolector de impuestos Lázaro Rojas. Los hijos del matrimonio López-Carrillo fueron Francisco Solano Lopéz Carrillo (1827-1870), Venancio (1830-1870), Mónica Rafaela (1833-1891) , Benigno (1834-1868), y Juana Inocencia (1836-1902).
La joven familia se instaló en la zona de Recoleta en donde se edificó la residencia familiar, hoy ya inexistente. Además, Carrillo había heredado de su padre una extensa estancia, en la zona de Villa del Rosario (en esta estancia, Carlos Antonio López permaneció confinado durante varios años de la dictadura de Rodríguez de Francia, gracias a este confinamiento, pudo conocer las necesidades e idiosincrasias del Paraguay profundo, inmerso en el retraso y la represión que caracterizó a la joven nación en sus inicios) y de parte de su madre, heredó un extenso solar en Trinidad, en donde se edificó una residencia destinada para las vacaciones veraniegas de la familia. Dicha residencia hasta hoy perdura y es sede del museo del Zoológico y Jardín Botánico. Una vez la familia López se involucró en política, la residencia oficial fue erigida en la ubicación actual de la comandancia de Policía, en diagonal a la Catedral Metropolitana. 
Por parte de Juana Pabla Carrillo, sus hermanos fueron: Manuel Heraclio Carrillo Viana, casado con Francisca Damiana Falcón, Marino del Carmen Carrillo Viana, casado con Manuela Giménez en segundas nupcias, María Estanislaa Carrillo Viana, José Vicente Carillo Viana, José Antonio Carrillo Viana y María Soledad Carrillo Viana.

## Labor jurídica
Cuando la enseñanza ya no se hacía rentable, Carlos Antonio López decidió utilizar sus vastos conocimientos en la aplicación del derecho de entonces. López tenía bastantes conocimientos sobre las leyes coloniales de Castilla, Indias y Toro. Una vez culminada su labor docente, retornó a la casa paterna de Manorá, conoció a un abogado de la época, Mariano Larios Galván, quien lo formó a López en los gajes del derecho y fue su mentor indiscutido, llevándolo a litigar en los principales tribunales de la época, pero su carácter antisocial e insolente, hizo ahuyentar a sus distintos patrocinados, impidiéndole conseguir prosperidad económica con el ejercicio de la profesión.  Fue que ejerciendo la labor jurídica, conocería a su futura esposa.
A Carlos Antonio López le tocó ejercer la profesión durante la dictadura francista, momento en el que se ganó varios enemigos, ya que según sus detractores, sólo defendía a personajes de élite y hasta incluso permitía que los funcionarios leales a Francia modifiquen sus libelos, sin importar que estos funcionarios tengan el más pálido conocimiento sobre derecho. El ejercicio del derecho durante la dictadura, sino imposible era bastante difícil, Carlos Antonio López ejerció la profesión hasta que los métodos de persecución del gobierno se hacían incesantes, motivo por el cual López abandonó la labor jurisprudencial y se retiró a la estancia familiar de Villa del Rosario.
La administración de justicia durante aquella época era precaria, por no decir inexistente. Temas legales para litigar no faltaban, pero todo se enlentecía por la intención del dictador de centralizar la justicia, por lo que cualquier asunto jurídico debía ser previamente analizado por el gobernante. Este último denominaba "actuario" a un subalterno que debiera de recibir las peticiones de análisis jurídico, dependía de las ganas o ánimo de este funcionario para que dichas peticiones fueran recibidas o rechazadas in limine. Muchas de las personas, por miedo a las máximas penas por la más mínima infracción, huían a sus campos de verano, buscando alejarse de la tensa realidad política comandada por el anciano dictador.

## Inicios en política

### Fallecimiento de Francia
El 20 de septiembre de 1840, fallecía en Asunción el entonces dictador José Gaspar Rodríguez de Francia, quien durante más de 17 años había ejercido un régimen totalitario en el Paraguay. Una vez fallecido el dictador, la disyuntiva era sobre quién recaería el poder de la república, ya que Rodríguez de Francia no dejó un sucesor o alguien que administrase el poder hasta tanto se designe un poder que administre la acéfala nación. Uno de los más deseosos de ocupar el cargo máximo fue Policarpo Patiño, quien desde 1825, fue el principal confidente y asistente de Francia, Patiño creía que él estaba mejor posicionado para suceder a su antiguo empleador. 
Patiño no gozaba de la aceptación popular ya que este siempre se ufanaba de su cercanía con el dictador. Apenas culminaron los funerales del dictador, se estableció una Junta de Gobierno integrada por los comandantes de los cuarteles de Asunción, Agustín Cañete, Pablo Pereyra, Miguel Maldonado y Gabino Arroyo y presidida por el alcalde mayor Manuel Antonio Ortiz. Finalmente, Policarpo Patiño, fue designado como secretario de dicha junta, pero sus pretensiones de imponer sus decisiones en el cuerpo colegiado le valió el haber sido expulsado. Posteriormente, Patiño fue acusado de desfalco público y remitido a prisión, en donde se suicida ahorcándose con el cabestro de su hamaca el 1 de octubre de 1841.

### López en Asunción
La junta constituida en 1840 sólo duró hasta el 21 de enero de 1841, cuando se produce un golpe de Estado dirigido por los sargentos Romualdo Duré y Ocampos, quienes derrocan a la junta por ser mal vista como una organización militar usurpadora del poder. Los ciudadanos exigieron que se llame a un nuevo congreso del cual puedan surgir nuevas autoridades, por lo que ese mismo día se constituyó en este caso, un triunvirato, integrado por el alcalde mayor Juan José Medina, Gabriel Benítez y José Domingo Ocampos, quienes tenían la misión popular de llamar a un nuevo congreso nacional, no obstante, con la intención de permanecer más tiempo en el poder, este triunvirato fue prorrogando la realización de dicho congreso.
Posteriormente, a causa de la presión popular, la junta decidió convocar a un congreso general para el 10 de abril de 1841, pero esto no bastó, pues iban prorrogando las fechas y teniendo además funciones que no eran de su competencia. Por tales motivos, dicha junta fue reemplazada el 9 de febrero de 1841 por un golpe militar dirigido por el comandante del Cuartel de San Francisco, Mariano Roque Alonso, quien asumiría el poder con el título de comandante general de Armas, acompañado del recién llegado desde Villa del Rosario, Carlos Antonio López en su carácter de secretario. Alonso decide convocar a un congreso el 12 de marzo de 1841, de modo a establecer la próxima forma de gobierno en la joven república.

## Cónsul de la República del Paraguay

### 13 de marzo de 1841 al 13 de marzo de 1844

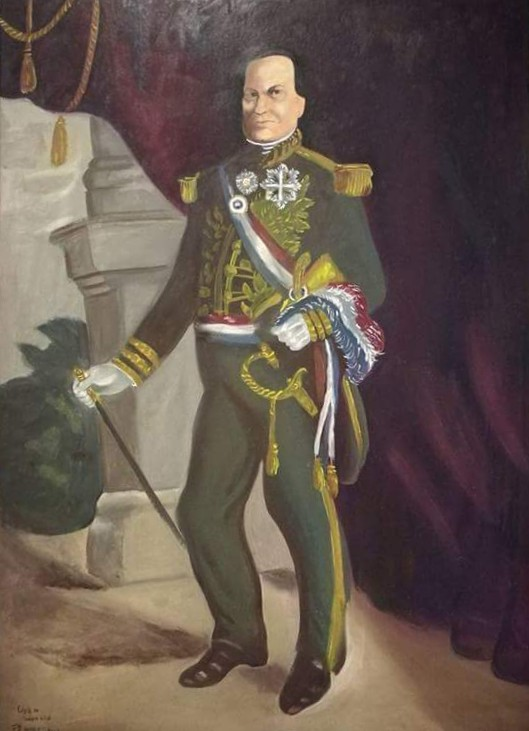
López con su traje de Capitán General

#### Inicios
Durante los meses que duró la Comandancia General de Armas, López se convirtió en el brazo derecho de Alonso, era el principal asesor y consejero del militar, que poco conocimiento tenía de la administración pública, por lo que verdaderamente era Carlos Antonio López quien manejaba los hilos del poder.
El 12 de marzo de 1841 se reunió el Congreso a las seis de la tarde. Varias fueron las mociones presentada por los presentes, una de ellas fue la de algunos diputados como Rivarola y Barrios, quienes propusieron la elaboración de una constitución nacional, a lo que Carlos Antonio López se opuso tenazmente, exponiendo que en aquella época no había los jurisconsultos adecuados para elaborarla. Los militares decidieron apoyar la moción de López, la cual consistía en formar un gobierno, al que se diera el nombre de Consulado. Se regiría por los mismos principios del Consulado de 1813, y lo formarían López y Alonso, como primer cónsul y segundo cónsul con un sueldo de cuatro mil pesos fuertes y tres mil pesos fuertes anuales respectivamente, durarían tres años en su mandato. El cónsul Alonso se concentró en la seguridad y defensa del país, mientras todo el resto de la administración pública era llevada adelante por López.

#### Primeras medidas
Fuera de esta elección, el Congreso decidió la apertura comercial y diplomática con los países vecinos; lo hizo en forma bastante moderada, ya que se habilitaron solamente los puertos de Pilar e Itapúa. Pese a que los más letrados de los paraguayos esperaban la sanción de una Constitución, el tema no fue siquiera considerado.
Las primeras medidas tomadas por López en su carácter de cónsul, fue la pacificación de la república, luego de años de persecuciones, confinamientos o torturas producto del régimen déspota de Francia, decidió liberar a todos los presos políticos e incluso invitó al caudillo oriental, José Gervasio Artigas, quien se encontraba confinado por el dictador en una lejana hacienda en la zona de Curuguaty a retornar a su país o establecerse en Asunción. Artigas se negó a la posibilidad de volver al Uruguay, por lo que solo se conformó con el trabajo de portero de la casa de la pareja presidencial.
Otra de las primeras medidas llevadas a cabo por el flamante consulado fue el restablecimiento de la estructura municipal, que estaría compuesta de dos alcaldes, un procurador general de ciudad, un defensor general de menores, de pobres y un ejecutor. A su vez se ordenó que los comandantes de las villas, jueces y jefes de partido fuesen cambiados pasado cierto tiempo, de modo a posibilitar a los todos los ciudadanos el ejercicio de la administración pública.

#### Moneda nacional
Hasta esos años, el Paraguay no tenía un sistema monetario autóctono, las transacciones comerciales se llevaban a cabo por medio de permutas o con monedas españolas o de países vecinos. El Consulado dispuso la creación de una moneda nacional, mandando acuñar numerario con el metálico existente en la Tesorería General del Estado, se acuñaron monedas de cobre, pues dicha acuñación se hizo siguiendo el modelo del sistema monetario español. Esta medida dio un alto impulso al  comercio. 
Carlos Antonio López se encontraba cada vez más cerca del poder absoluto de la República, pero desde su cargo de cónsul, decidió seguir formando una reputación impecable que le permitiese en un futuro no muy lejano ocupar altos cargos de preponderancia sin levantar odios ni envidias en posibles detractores. 

#### Obras
Varias fueron las obras desarrolladas por el nuevo consulado, tales como el relevo, cambio o ascenso de las autoridades en el interior del país, distribución de semillas y crías de animales de las "estancias de la patria" a todos los campesinos para su autoabastecimiento. Se continuó con la refacción y construcción de caminos y puentes, así como institución que promuevan la difusión del arte en general. Además, desde su época de docente, Carlos A. López se preocupó por la educación general de la población, quienes solo estaban capacitados para cumplir tareas básicas como leer y escribir, algunas operaciones aritméticas básicas, este legado de analfabetismo heredado de la dictadura, imposibilitó que López contase con las mejores mentes durante su administración como cónsul, por lo que decidió abrir un nuevo instituto de enseñanza básica que posibilitara la educación de la población, es así que se inauguró La Academia Literaria, la cual ofrecía cursos de idioma Castellano y Latín. A dicha entidad se le proveyó de un amplio plan de estudios y se designó como su director a Marco Antonio Maíz. En 1842 dicha entidad contaba con 149 alumnos. El gobierno siguió de cerca la problemática de la educación, por lo que se centró en la reparación y habilitación de escuelas a lo largo de todo el país.
Un paso adelante para dejar el aislamiento internacional surgido del gobierno de Francia, fue el de tratar de establecer relación con la entonces Confederación Argentina, por ello, llegaron a Asunción Gregorio Valdez y Juan Mateo Arriola en carácter de emisarios del gobierno de la provincia de Corrientes, perteneciente a la Confederación Argentina, esto sin embargo, causó rencillas con el gobierno del gobernador de Buenos Aires, Juan Manuel de Rosas con quien la Confederación se encontraba en rebeldía, resultando esto en un garrafal error al intentar reiniciar las relaciones con Argentina. Tanto López como Alonso, decidieron firmar con los emisarios un tratado de amistad, comercio, navegación y límites el 31 de julio de 1841. 
En el plano religioso, el Paraguay en aquella época contaba con 83 parroquias y varios oratorios y capillas, la mayoría con sacerdotes ancianos, sumando a esto la vacancia del Obispado de Asunción, cuyo último obispo español fue Pedro García de Panés, por ello remitieron al papa Gregorio XVI la proposición de una terna para designar a un obispo general y otro auxiliar. El 10 de mayo de 1842, en la zona del templo de la Recoleta, en la entonces zona periférica de la capital, el consulado determinó la construcción de un nuevo y amplio cementerio. Además, se estableció la supresión de las delegaciones de Itapúa y Santiago, convirtiéndolas en fuertes militares para alivio de la población circundante. Además, en la época se estableció que los diezmos obtenidos por las iglesias pasarían a manos de la Hacienda del estado, por lo cual este sería el encargado de pagar a los ministros eclesiásticos.

También se el curso de algunos ríos y arroyos fueron modificados para permitir la irrigación de los campos y aligerar en algo las largas sequías sufridas por la población. A modo también de asistencia, el gobierno repartió 1400 cabezas de ganado vacuno entre los pobres de la Villa del Rosario y San Isidro, 900 entre los pueblos de Caacupé y Piribebuy, además de la entrega de géneros y herramientas entre los pobladores de Villa del Rosario, ibitimí y Emboscada, por lo que se invirtió además 12.000 pesos en útiles de labranza para distribuirlos de manera gratuita a los agricultores. También se procedió a la reubicación de tribus indígenas en las zonas de Itapúa y Misiones.

Escudo Nacional del Paraguay, aprobado en el congreso del 25 de noviembre de 1842

#### Sistema judicial
Durante la administración consular se procedió a redactar un nuevo reglamento de policía dictado por los propios cónsules, cuyos leyes contenían sanciones por hablar fuerte en público o generar ruidos molestos en la vía pública. Sumado a esto, la provisión del Estatuto Provisorio de la Administración de Justicia en la que se le restaban funciones a los funcionarios judiciales, estableciéndose un juez superior de apelaciones, siendo de exclusividad para el gobierno el conocimiento de los causas de conspiración contra el orden público o contra los cónsules. El procurador Fiscal en lo Criminal nombrado para la agilización de las causas tramitadas en los juzgados ordinarios fue el señor Pedro Moreno. También se procedió a elaborar un reglamento para los jueces de paz. Los jueces nombrados para la atención de las directivas del Estatuto Provisorio fueron: Bernardo Jovellanos, juez de paz del distrito de Catedral de la Capital, Pedro P. Velázquez, juez de paz del distrito de La Encarnación de Capital, Rafael Bazán, juez de paz de los distritos de San Roque y Recoleta de la Capital, Domingo Sánchez, Juez en lo Civil, Pedro Decoud, Juez en lo Criminal y Juan José Alvarenga, Juez Superior de Apelación.

#### Libertad y medios de prensa
Además, López decretó la liberación de vientres de las esclavas, poniéndose a la vanguardia de la abolición de la esclavitud, adelantándose así a países de la región. López, viéndose en la necesidad de promocionar las obras llevadas a cabo por el gobierno, decidió fundar un medio de prensa denominado "EL REPERTORIO NACIONAL", la puesta en funcionamiento de dicho medio fue posible gracias al establecimiento de una imprenta nacional bien equipada, aparte de redactar un nuevo reglamento de justicia y el reconocimiento internacional de la independencia paraguaya. 

#### Política Internacional
Por ende, con motivo de declarar oficialmente la independencia del Paraguay, se convocó a un congreso general el 25 de noviembre de 1842, dicho congreso inauguró sus sesiones en el recinto de la extinta Iglesia de la Encarnación, presidida por el mismo Carlos Antonio López. Dicho congreso aprobó todos los actos consulares y también la rendición de cuentas presentada por ambos cónsules, aparte de decidir la jubilación de indios de comunidades o autoridades con más de 12 años de servicio público. Otra de las medidas adoptadas por el congreso fue la de acuñar monedas de cobre llegando hasta la suma de 30000 pesos (doce de ellas debían equivaler al valor de un real de plata). También se concedió un aumento de sueldo a los dos cónsules. 
En dicho congreso también se establecieron las pautas de un nuevo pabellón nacional. La ley estableció la utilización de una bandera con tres franjas horizontales de igual tamaño con los colores rojo, blanco y azul. Se dispuso la utilización de dos escudos nacionales, uno en el anverso y otro en el reverso, el primero estaría compuesto en forma circular con una palma y un olivo en los bordes unidos en el vértice con una estrella en el medio que en la parte superior tiene la inscripción REPÚBLICA DEL PARAGUAY, el otro sello, el de hacienda, que estaba formado por un león sentado y un gorro frigio sostenido por un mástil, con la inscripción PAZ Y JUSTICIA. Finalmente, se decretó 25 de diciembre de 1842 como día de la jura de la independencia, convirtiéndose en una jornada festiva en la capital.

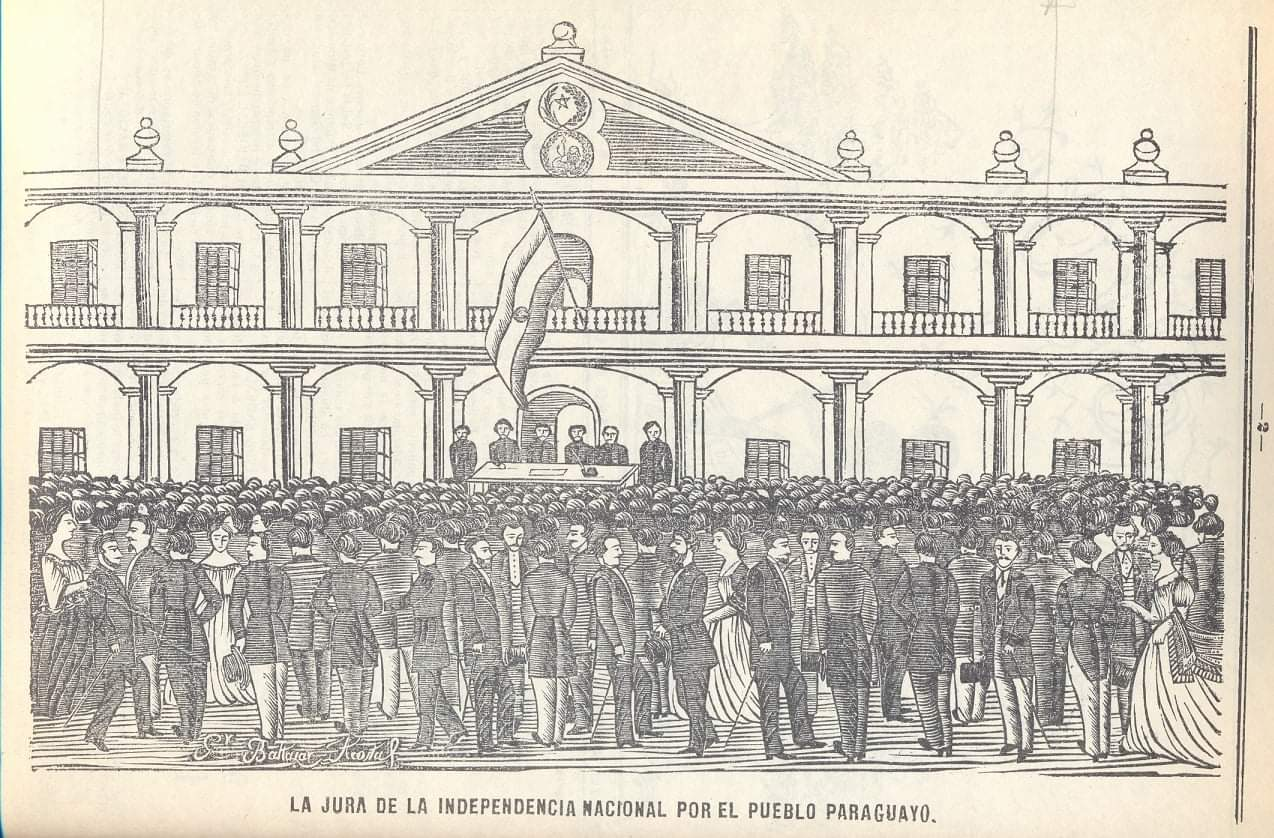
El 25 de diciembre de 1842 se congregaron los ciudadanos a jurar la declaración de independencia ante los alcaldes ordinarios.

En diciembre de 1842, la situación política en Corrientes cambió bruscamente, los antiguos aliados correntinos del Paraguay fueron derrocados por los afines a Juan Manuel de Rosas, por ende, el derrocado Pedro Ferré solicitó asilo al Paraguay el cual en un principio le fue aceptado, no obstante, continuó su camino hacia el Brasil. La principal preocupación de López era que los partidarios de Rosas invadiesen el Paraguay por las relaciones establecidas con el otrora gobierno correntino, razón por la cual, ordenó el acuartelamiento de todos los militares, tanto retirados como en servicio.

#### Reconocimiento de la independencia paraguaya
Una vez declarada la independencia del Paraguay en el solemne congreso del 25 de noviembre de 1842, poco a poco los países de la región iban reconociendo la independencia del Paraguay. El primer gobierno en hacerlo fue el de Bolivia el 1 de junio de 1843, posteriormente hicieron lo propio los gobiernos de Chile y Brasil, no obstante, el principal inconveniente diplomático se tuvo con la Argentina, a lo cual el dictador Juan Manuel de Rosas al recibir el documento aprobado el 28 de diciembre de 1842, contestó con otro el 26 de abril de 1843, aduciendo que el Paraguay era una provincia rebelde de la Argentina, por ende, era absurdo el reconocimiento de su independencia. 
Ante la negativa de reconocer la independencia, los cónsules paraguayos enviaron a la primera delegación diplomática a Buenos Aires con el fin de negociar ante Rosas el reconocimiento de la independencia. La delegación fue encabezada por el Secretario General de Gobierno, Andrés Gill. En aquellos años, la Argentina se encontraba en conflictos con Brasil, el Reino Unido, Uruguay y Francia, por lo que Rosas, con miedo a que el Paraguay se sume al bloque opositor, mantuvo con halagos y obsequiando armas a Gill, pero sin la más mínima intención de reconocer la independencia. La delegación paraguaya retornó sin ningún logro, generando el enojo de los cónsules.
Tiempo después, las negociaciones siguieron su curso. Esta vez la delegación estuvo encabezada por Manuel Pedro de Peña, quien estuvo acompañado del hijo del cónsul López, Francisco Solano López, pero las respuestas negativas de Rosas fueron las mismas. Lo único positivo de dicha vista fue la colocación de productos paraguayos en mercados del Río de la Plata.

#### Final del consulado
En los últimos meses del consulado como forma de gobierno, el país se encontraba seguro, lejos de toda anarquía y con sentido de independencia amplio que fue defendido por ambos cónsules. Se fundaron y mejoraron fábricas de salitre y pólvora, había creado una de tercerolas (armas más cortas que las carabinas) en la armería nacional. También se establecieron grandes caleras, que posibilitó la alta disponibilidad de cal, necesaria para la concreción de diversas obras públicas como construcción de caminos. 
Las diversas obras llevadas a cabo por el consulado, así como el reconocimiento diplomático de la independencia paraguaya por parte de otros estados, dotaron a Carlos Antonio López de un singular apoyo y respeto popular, pues su compañero Alonso sólo se dedicaba a labores militares. Ya a inicios de 1844, se acercaba el tiempo en el que fenecía el mandato consular según lo establecido en el congreso de marzo de 1841, por lo que se debía volver a convocar a un congreso de diputados en el que se votaría por continuar con el consulado o establecer otra forma de gobierno más adecuado para el país. López, con su prestigio ya instalado en el pensar público, recomendó establecer una forma de gobierno unipersonal, por lo que el candidato más fuerte a formar ese gobierno era el mismo López, quien contó con el apoyo mayoritario de los diputados de la época, luego de tres años de funcionamiento, el último consulado establecido en el Paraguay independiente llegó a su fin el 13 de marzo de 1844.

## Congreso de 1844

### Deliberación
El 13 de marzo de 1844 se reunió un total de 300 diputados en la sede del Palacio de Gobierno (hoy Centro Cultural de la República El Cabildo). El primer orden del día constituyó en la emisión de una rendición de cuentas por parte de López sobre los resultados positivos obtenidos durante el Consulado. Todos los puntos acotados por López fueron aplaudidos por todos los diputados sin ninguna objeción. Además, Carlos Antonio López dirigió un breve mensaje al congreso: 

“Señores representantes: la República va marchando felizmente con aquel buen sentido que ha demostrado hasta aquí. No aspiremos a más de lo que se puede. Arreglándonos a la influencia de nuestras costumbres y de nuestras capacidades, nada se hará violento, nada inestable. La experiencia y las luces traerán con el tiempo esos elementos grandiosos de la perfectibilidad social. Marchemos con bastante prudencia a su alcance.”
Carlos Antonio López, mensaje al congreso del 12 de marzo de 1844

A su vez, Carlos Antonio López propuso la adopción de un sistema de leyes que estructure y organice una nueva forma unipersonal de gobierno que suceda al consulado. Nuevamente el congreso en pleno aceptó dicho petitorio, por lo aquel sistema de Leyes recibió la denominación de "Ley de Administración  Pública", algunos diputados propusieron una constitución de tinte liberal, no obstante, dicha postura no tuvo apoyo de la mayoría legislativa.

### Ley de Administración Pública
La Ley que regulaba la administración pública en el Paraguay  no llegó a recibir el nombre de CONSTITUCIÓN por el hecho de que no contaba con un preámbulo ni con una estructura textual bien elaborada. Los encargados de elaborar dicha constitución fueron Carlos Antonio López y Andrés Gill. Esta ley era bastante diferente a las constituciones contemporáneas que tenían como eje fundamental la libertad, estando basadas en los ideales de la Revolución Francesa, pues centraba el mayor poder en el Poder Ejecutivo, que era el órgano dirigido por el presidente de la república. Era imperativo para López sostener su régimen sobre la base de una ley que lo respalde a futuro.

#### Estructura
La estructura política del Paraguay quedó integrada con el Poder Legislativo, representado por un total de 200 diputados, quienes debían reunirse cada cinco años para establecer sus deliberaciones en las asambleas. El Poder Legislativo era el encargado de establecer diversos tribunales de justicia y el de reglar la forma de los juicios. El Poder Ejecutivo por su parte era ejercido plenamente por el presidente de la República, quien era elegido por un período de diez años y el Poder Judicial, que era el encargado de la administración de justicia en todo el territorio, este Poder quedó integrado por jueces y tribunales que fueron instituidos durante el consulado en 1842.
La ley de 1844 constaba de dos partes: La orgánica y dogmática. En la parte orgánica se detallaban las estructuras y el funcionamiento de los poderes del estado, así como sus atribuciones. En la parte dogmática, hacía poca referencia respecto a los derechos y garantías que debían proteger a los habitantes del Paraguay. En esta parte insistía más con la parte orgánica, haciendo énfasis en la estructura pública.
A su vez, la elección del presidente no era directa, pues era el congreso quien debía elegir a la máxima autoridad. Esta ley privilegió el orden, la seguridad y la autoridad del presidente por sobre los derechos ciudadanos, que eran mínimos. También esta ley constituyó también el Consejo de Estado, el cual estaba integrado por el Prelado Diocesano, dos jueces de la magistratura elegidos por el Presidente de la República y tres ciudadanos con capacidad, también nombrados por el jefe del Ejecutivo. Este consejo debía actuar en caso de negocios graves y medidas generales de pública administración, principalmente cuando ocurra una guerra exterior o tratados con enviados de los Estados vecinos o potencias extranjeras, cuando fuere necesario conceder amnistía, poner veto a las leyes y decretos del Congreso, el Consejo de Estado debía ser oído y convocado por el gobierno supremo. 
También con esta nueva ley, el Poder Ejecutivo se integró con los ministerios de Relaciones Exteriores, con Nicolás Vázquez a la cabeza, Hacienda, con Mariano González y Guerra y Marina con Juan Andrés Gelly y José Falcón. Una vez agotados los puntos del día, Carlos Antonio López fue nombrado Presidente Constitucional de la República, siendo el primer paraguayo en ejercer el cargo que perdura hasta hoy.

## Primer Presidente de la República del Paraguay

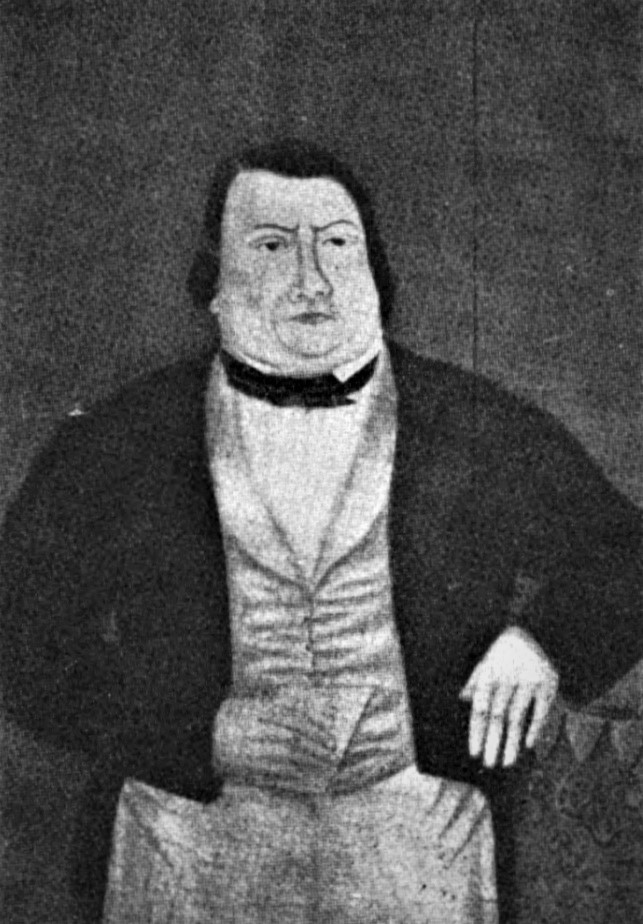
Carlos Antonio López al asumir la presidencia

Promulgada la Ley se dio por terminado el gobierno Consular y se decidió elegir un Presidente siendo elegido Don Carlos Antonio López. Fue el primer Presidente Constitucional de la República por el período 1844-1854. Carlos Antonio López, investido con los atributos presidenciales establecidos por la nueva ley, fue juramentado presidente, y entró en funciones oficiales desde el 14 de marzo de 1844. Entre los principales requisitos para ejercer la presidencia se encontraban: paraguayo natural, mayor a 45 años, capacidad y patriotismo conocidos, buena conducta moral y un capital propio de ocho mil pesos, además de profesar la religión Católica Apostólica Romana.

### Primer período. 1844-1854
Carlos Antonio López ha sido en aquella época uno de los pocos presidentes americanos en no llegar al poder por medio de las armas. Una de sus primeras medidas al llegar al poder fue la concesión de becas universitarias a jóvenes paraguayos. Las primeras acciones emprendidas por Carlos Antonio López fue la de importar técnicos franceses e británicos para iniciar la floreciente industria paraguaya, la cual utilizaría la propia materia prima nacional para emerger. Al momento de asumir la presidencia, el país estaba estructurado geográficamente en una capital, once villas, ochenta y tres partidos y veinte pueblos de indígenas. 

#### Relacionamiento diplomático
Una vez iniciada su administración presidencial, López decidió poner especial énfasis en la palestra internacional, principalmente en el Río de la Plata, en donde el clima político era cada vez más grave. Por un lado la Confederación Argentina, que se encontraba en conflicto con el gobierno de Buenos Aires y con la intención de anexar los territorios del Paraguay y Uruguay al suyo. Esto motivó la reacción del Imperio del Brasil, quienes con la intención de blindarse en contra de las pretensiones confederadas, se aliaron con el Paraguay de manera diplomática, enviando al diplomático brasileño José Antonio Pimienta, quien en un solemne acto el 14 de septiembre de 1844, como emisario del imperio, reconocía oficialmente la independencia del Paraguay y todas las prorrogativas que ello incluyesen. También en aquella ocasión se suscribió un tratado de Alianza defensiva, que estipulaba la mutua colaboración en materia diplomática, así también como la libre navegación de los ríos Paraná y Paraguay, así como el compromiso de acordar los límites territoriales entre Paraguay y Brasil.
En cambio, mientras las relaciones con el Brasil se iban afianzando, las relaciones con la Argentina iban de mal en peor. El gobierno correntino decidió incautar todos los buques que intercambien mercaderías con Buenos Aires, por consiguiente, los buques paraguayos destinados a comerciar con la capital federal eran retenidos en el puerto de Corrientes, ante esta situación el gobierno paraguayo solicitó en reiteradas ocasiones una explicación al gobierno de Madariaga siendo todas estas infructuosas, motivo por el cual el 14 de  octubre de 1844 se decretó el cierre del puerto de Asunción para comerciar con Corrientes. Finalmente, Paraguay y Corrientes decidieron volver a reabrir mutuamente sus puertos a través de un acuerdo firmado el 2 de diciembre de 1844. La negociación con Corrientes no fue suficiente para que mercaderías paraguayas llegasen a Buenos Aires, pues Juan Manuel de Rosas había prohibido importar o exportar con la provincia de Corrientes o con la República del Paraguay incluso el 16 de abril de 1845 Juan Manuel de Rosas decide prohibir el ingreso de productos paraguayos sin importar la procedencia de estos, el 14 de agosto del mismo año decidió renovar dicha prohibición a modo de presión en contra del gobierno paraguayo. Esto motivó que el presidente Carlos Antonio López defienda a capa y espada la soberanía ante Rosas mediante los medios oficiales o la prensa.
Por otra parte, el Uruguay, que estaba bajo el gobierno del presidente Joaquín Suárez, reconoció la independencia del Paraguay en junio de 1845, los gobiernos de Portugal y Austria alentados por la recomendación diplomática del Brasil, tomaron la misma decisión que el gobierno uruguayo. 
En 1849, los brasileños ocuparon los territorios al sur del Río Blanco, límites los cuales no fueron definidos de acuerdo al Tratado firmado con el Brasil en 1844. Al haber invadido dicho territorio para fundar el fuerte "pan de azúcar", Carlos A. López solicitó al gobierno imperial por la vía diplomática la inmediata evacuación de aquel lugar, pues constituía un lugar estratégico en el Alto Paraguay, al norte de Río Apa, al ignorar sus solicitudes diplomáticas, López decidió enviar a soldados del ejército paraguayo para desalojar a los invasores. Esto motivó la posterior firma de otro tratado entre el Imperio del Brasil y el Paraguay que estipulaba una alianza defensiva entre ambos países en caso de invasión por parte de la Confederación Argentina, la duración de dicho tratado era de 6 años. 

#### Guerra contra Juan Manuel de Rosas
Con motivo del constante enfrentamiento diplomático entre el gobierno de Rosas y López, los opositores argentinos al gobierno de Rosas plantearon a Carlos Antonio López una alianza estratégica para derrocar al gobernador Juan Manuel de Rosas, el general José María Paz, líder de los unitarios (facción opositora con intenciones de derrocar a Rosas) envió a Asunción a varios emisarios suyos para concretar la alianza entre su movimiento y el gobierno paraguayo, por tal motivo, Carlos Antonio López firmó oficialmente la alianza con los unitarios el 4 de noviembre de 1845, a su vez el 4 de diciembre del mismo año se firmó la declaración de guerra de Paraguay al gobernador de Buenos Aires, Juan Manuel de Rosas, por ende, una de las condiciones de los unitarios era que Paraguay pusiera a disposición del general Paz 10.000 soldados para la guerra, lo que resultó en un verdadero suplicio, ya que el Paraguay no tenía un ejército sólido en hombres ni en armas, por lo que se debió reorganizar el ejército, restablecer el servicio militar obligatorio y crear una guardia nacional.

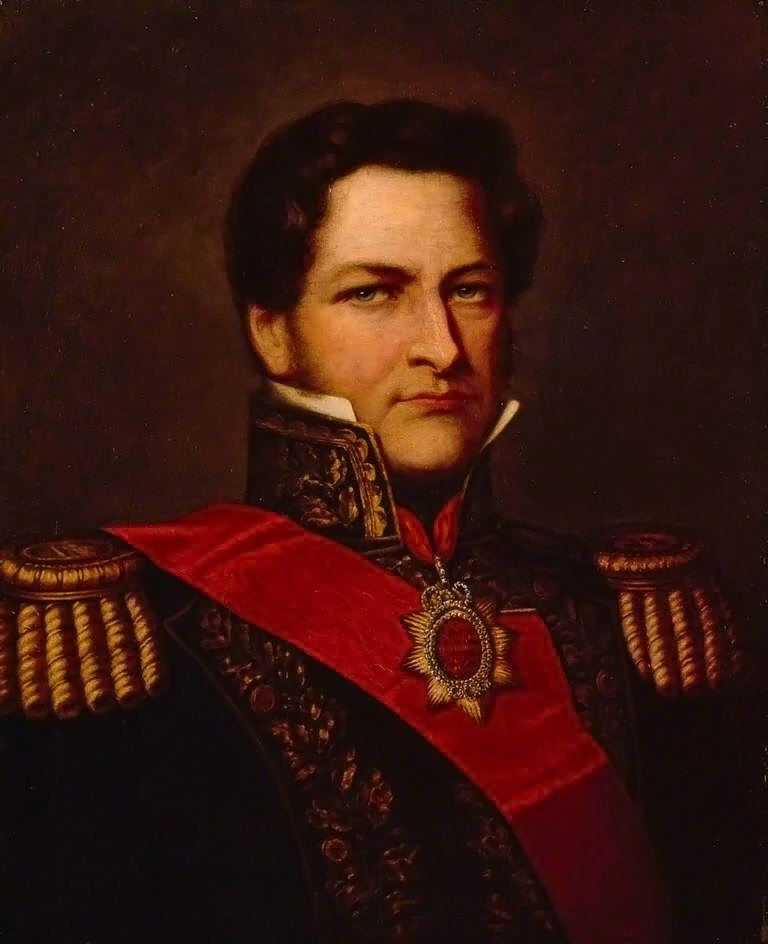
Rosas, férreo opositor a reconocer la independencia paraguaya.

Mientras en Paraguay se iniciaban los aprestos para el combate, en la desembocadura del Río de la Plata se producía un hecho trascendental, la escuadra franco-británico a cañonazos en contra de las fuerzas confederadas, despejó el río Paraná de embarcaciones rosistas posibilitando que el 15 de enero de 1846 llegase a Asunción el barco a vapor británico Fulton que traía a bordo al representante uruguayo Francisco Hordeñana y al capitán inglés Hotham, enviado del ministro inglés William Gore Ouseley, quien presentó una propuesta de tratado entre Paraguay y los aliados antirosistas en Montevideo. No obstante, dicho tratado no pudo concretarse por la falta de carácter oficial que no poseía Hotham por lo que este solicitó que enviase un emisario ante los aliados, misma propuesta le presentó el uruguayo Hordeñana, quien también realizó un relato pormenorizado de la situación en Montevideo. A dicha misión fueron enviados Bernardo Jovellanos y Atanasio González. 
Posteriormente, un ejército compuesto por 5.000 hombres, quienes fueron conducidos a Corrientes bajo la dirección del general Francisco Solano López para plegarse a los conducidos por el general Paz, a causa de esto, las fuerzas comandadas por Justo José de Urquiza emprendieron la retirada hacia el sur. No obstante, la guerra se fraguó a causa de las rencillas políticas entre el general Paz y el gobernador de la provincia de Corrientes, Joaquín Madariaga. A su vez, en los campamentos paraguayos la guerra era bastante impopular, lo que motivó el amotinamiento de las tropas, que finalmente culminó con la visita de Francisco Solano López al campamento sublevado y el posterior fusilamiento de los líderes instigadores de la sublevación. Una vez fracasados los planes de guerra en Corrientes, Carlos Antonio López ordenó el retorno del ejército a suelo paraguayo.
Por otro lado, los Estados Unidos veían con sumo peligro la incursión de las fuerzas anglo-francesas en tierras americanas por violar lo estipulado en la doctrina Monroe, por tal motivo, el país del Norte decidió enviar a un emisario de nombre Eduardo Hopkins al Paraguay para ofrecerle al presidente López la mediación de su país en el conflicto argentino-paraguayo, este último había desembarcado en Asunción el 8 de noviembre de 1845, misma función cumplió Guillermo Brent ante el gobierno de Juan Manuel de Rosas, Carlos Antonio López aceptó la mediación de Estados Unidos. Brent había prometido a López el reconocimiento de la independencia y la libre navegación y comercio, por lo que dicho ofrecimiento molestó a Hopkins, quien debido al rechazo de Rosas hacia su persona decidió retirarse del acuerdo, molesto, López también decidió retirarse del acuerdo. Tras varias tratativas, finalmente se decretó el cese de las hostilidades y también la libertad de navegación hasta Villa del Pilar para embarcaciones argentinas y hasta Corrientes para las paraguayas.
El 10 de junio de 1849 el presidente López decreta la ocupación del territorio de las Misiones orientales, el cual se encontraba en disputa entre los gobiernos de Paraguay y la Confederación. Las pretensiones de López eran mantener expedita esta vía hacia los mercados de San Borja pues con el evidente bloqueo de los ríos Uruguay y Paraná al comercio paraguayo por los porteños, obligaban al presidente buscar otras vías de salida al comercio paraguayo. El 27 de junio de 1849 cruzan las tropas el Paraná al mando de Solano López y Wisner de Mongenstern, mientras una de las columnas llega hasta la zona de Hormiguero, en la margen derecha del río Uruguay, la otra llega hasta la zona de Tranquera de Loreto. Una vez apostadas las tropas en la zona, Solano López debía establecer una junta que debería estar integrada por los emigrados correntinos en Brasil. Las desavenencias entre López y Morgenstern así como entre los correntinos establecidos en Brasil, generaron una serie de impasses que no logró el objetivo inicial pero sí mantuvo a las tropas paraguayas en tal territorio. Las tropas agrupadas en la zona de Loreto permitieron el ingreso en diversas ocasiones de revolucionarios correntinos a efectos de establecerse como asilados en el país, finalmente la ocupación siguió pero ya no con la intensidad precedente. 
A su vez, López buscó una salida pacífica al conflicto con Rosas por medio de una readecuación del tratado del 12 de octubre de 1811. Por medio de este tratado, la cuestión del reconocimiento de la independencia paraguaya era prorrogada así como un paco de alianza entre ambas, la propuesta del 16 de octubre de 1849 resultó infructuosa por contravenir los intereses reales del gobernador porteño. Meses después, el general Justo José de Urquiza depuso al gobernador Madariaga, quien fue reemplazado por Benjamín Virasoro quien hostilizó el comercio paraguayo con Corrientes, además de clausurar las vías fluviales con el Paraguay, por lo que el Paraguay debió buscar una nueva salida hacia el Brasil. Previo al reconocimiento de la independencia por parte de la Argentina, se firmó un tratado de navegación, comercio y límites, quien en representación del gobierno paraguayo firmó fue el ministro de Relaciones Exteriores Benito Martínez Varela, en dicho tratado, las misiones que durante años se encontraban en litigio, fueron cedidas por la Argentina al Paraguay, por mandato imperativo del congreso argentino.
Poco antes de la caída de Rosas, Justo José de Urquiza envió a un comisionado diplomático de nombre Nicanor Molina ante el gobierno paraguayo, de modo a conseguir apoyo militar de López e conjunto con las demás provincias argentinas que se iban plegando a la conspiración contra Juan Manuel de Rosas, Molina fue en representación del gobernador de Entre Ríos, Justo José de Urquiza y el de Corrientes, Benjamín Virasoro, las principales propuestas de Molina eran el desalojar toda fuerza armada paraguaya en territorio correntino así como la devolución al gobierno de Corrientes la Isla de Apipé por parte del gobierno paraguayo. López se negó rotundamente a formar parte de dicha alianza, dando como razón la no injerencia en asuntos internos que atañían exclusivamente a los argentinos.

#### Caseros
El 29 de mayo de 1851 se firma un tratado de alianza entre las provincias argentinas de Corrientes y Entre Ríos con el Imperio del Brasil y la república del Uruguay a efectos de organizar una ofensiva militar en contra de Juan Manuel de Rosas con el liderazgo del opositor Justo José de Urquiza. Este último había realizado una invitación al gobierno paraguayo para formar parte de la alianza antirrosista, no obstante, López siempre se mantuvo receloso y cauteloso sobre las intenciones de Urquiza respecto de sus verdaderas intenciones para con el Paraguay. Con la intención de cerciorarse sobre las implicancias de dicho tratado, López decide mandar como enviado diplomático al centro del Río de la Plata a José Berges. López había propuesto como condición para formar parte de la alianza el que se adjunte un nuevo artículo que garantice la no disolución de la alianza hasta tanto la cuestión de límites y navegación con la Confederación Argentina así como el reconocimiento de la independencia, así como la permanencia en ella del Paraguay hasta tanto los mismos inconvenientes no se solucionen con el Uruguay. 
Berges había llegado a destino el 29 de noviembre, sin embargo, el 21 de noviembre las partes aliadas deciden suscribir un nuevo acuerdo. Berges había propuesto a las partes la inclusión del artículo mencionado, no obstante, según el diplomático brasilero Carneiro Leão adujo que ya no se podía sobrescribir un tratado diferente al ya suscripto. Una de las cuestiones importantes de tal tratado fue la defensa de los intereses paraguayos respecto a la Argentina, a su vez Berges ya en tratativas con los aliados solicita a López el envío de un batallón simbólico a efectos de apoyar las operaciones militares contra Rosas. A pesar de las gestiones diplomáticas de Berges en Uruguay, López se rehusaba a integrar dicha alianza debido a que este consideraba que las provincias de Corrientes y Entre Ríos no se obligaban de manera imperativa a gestionar ante el próximo gobierno argentino sino que simplemente se comprometen a "gestionar sus buenos oficios ante el gobierno que suceda a Rosas", así como su reclamo sobre el compromiso de dichas provincias de dar prioridad al pago de un empréstito con sus respectivos intereses al Brasil mientras que era una prioridad secundaria los asuntos relacionados al Paraguay. 

#### Relaciones con Urquiza
El 3 de febrero de 1852 se desarrolla la batalla de Caseros, en la cual las tropas unitarias al mando de Justo José de Urquiza derrotan al ejército confederado comandado por Juan Manuel de Rosas con lo cual este último renuncia de manera obligada al cargo de gobernador de Buenos Aires y posteriormente es exiliado al Reino Unido. Una vez defenestrado Rosas, el principal liderazgo de la política argentina recayó sobre Urquiza. Según la diplomacia brasilera, las pretensiones de Urquiza serían la de una inminente invasión al Paraguay, cuestión que también las autoridades paraguayas mantenían en vilo, no obstante, tales cuestiones fueron disipadas con el envío al Paraguay del diplomático Santiago Derqui.
Derqui fue enviado al Paraguay por autorización de Justo José de Urquiza con la misión de entregar al gobierno paraguayo del documento de reconocimiento de la independencia del Paraguay el 17 de julio de 1852, así también el de concertar un tratado de límites, alianza y comercio con el Paraguay, dicho tratado fue firmado entre el ministro de relaciones exteriores, Benito Martínez Varela y el diplomático argentino, Santiago Derqui, tal tratado fue denominado como "Varela-Derqui". Entre las principales medidas adoptadas por tal tratado se encontraban la delimitación de los límites entre el Paraguay y la Argentina. Por medio de este, López "en nombre de la paz" cedía las pretendidas Misiones orientales al gobierno argentino, así como la isla Apipé, mientras que el Paraguay conservaba su soberanía sobre el Chaco y sobre la Isla de Yacyretá. Tanto el río Paraná como el Bermejo se consideraban como límite común a ambas naciones, también se permitía la libre navegación de buques con bandera tanto paraguaya como argentina. Al final dicho tratado no fue ratificado por el congreso argentino, volviendo la cuestión de límites con la Argentina foja cero, por lo cual las Misiones orientales volvieron a tener dominio paraguayo. 

#### Límites con el Brasil
Según lo establecido en el tratado López-Pimenta Bueno de 1844, lo que a límites entre el Paraguay y el Brasil concernía sería resuelto acorde a lo acorde según el tratado de San Ildefonso, lo que tras varios años finalmente pudo ser tratado. A su vez, el 25 de diciembre de 1850 ambas naciones firman un tratado de alianza defensiva, con el acuerdo de la mutua defensa territorial y la posterior intervención militar en caso de que alguna de ellas fuese invadida o estuviese en peligro de serlo. 
En aquella época, los límites territoriales entre el Imperio del Brasil y el Paraguay aún no estaban correctamente delimitados. La zona en cuestión era la comprendida entre el río Apa y el Blanco. Poco a poco el ejército brasilero iba avanzando hacia la zona sur del río Blanco, en donde fundaron el Fortín Pan de Azúcar, lo cual fue objeto de reclamos por parte del gobierno paraguayo en constantes ocasiones e incluso el ministro brasilero en Asunción, Alcántara de Bellegarde, había solicitado al gobierno imperial que las fuerzas en avanzada retrocedieran de sus posiciones actuales. En la mañana del 14 de octubre de 1850 fuerzas paraguayas bombardearon el fuerte custodiado por 35 soldados y luego del desembarco de 400 a 500 hombres y de 3 horas de lucha, la guarnición brasileña debió replegarse, dejando 2 muertos y un herido, aparte de que los habitantes de la zona fueron trasladados a la ciudad de Concepción.  
Durante los años precedentes al gobierno de Carlos Antonio López, Brasil solamente contaba con el río Paraguay como única vía de acceso al lejano estado Mato Grosso, no obstante, posterior a la caída de Rosas y por lo cual se abrió el tránsito en el río Paraná, López decidió clausurar la circulación de barcos brasileños ya que estos consideraban que los límites del territorio brasileño eran hasta las líneas del río Apa, mientras que la posición paraguaya consideraba a los límites del Paraguay hasta más al norte del río Apa, el río Blanco.  
Por tal motivo, el gobierno imperial del Brasil decidió enviar en 1853 a un diplomático, Felipe Pereira Leal con la intención de presentar un proyecto referente a la libre navegación, comercio y ayuda recíproca, no obstante, dicho acuerdo no fue ratificado por el gobierno de López debido a la falta de compromiso por parte del Brasil de delimitar los límites con el Paraguay así como la prohibición de declarar soberanos los territorios del Alto Paraguay, dichos rechazos generaron roces diplomáticos con el Brasil y el posterior retiro del diplomático Pereira Legal.

#### Primeros pasos de la prensa

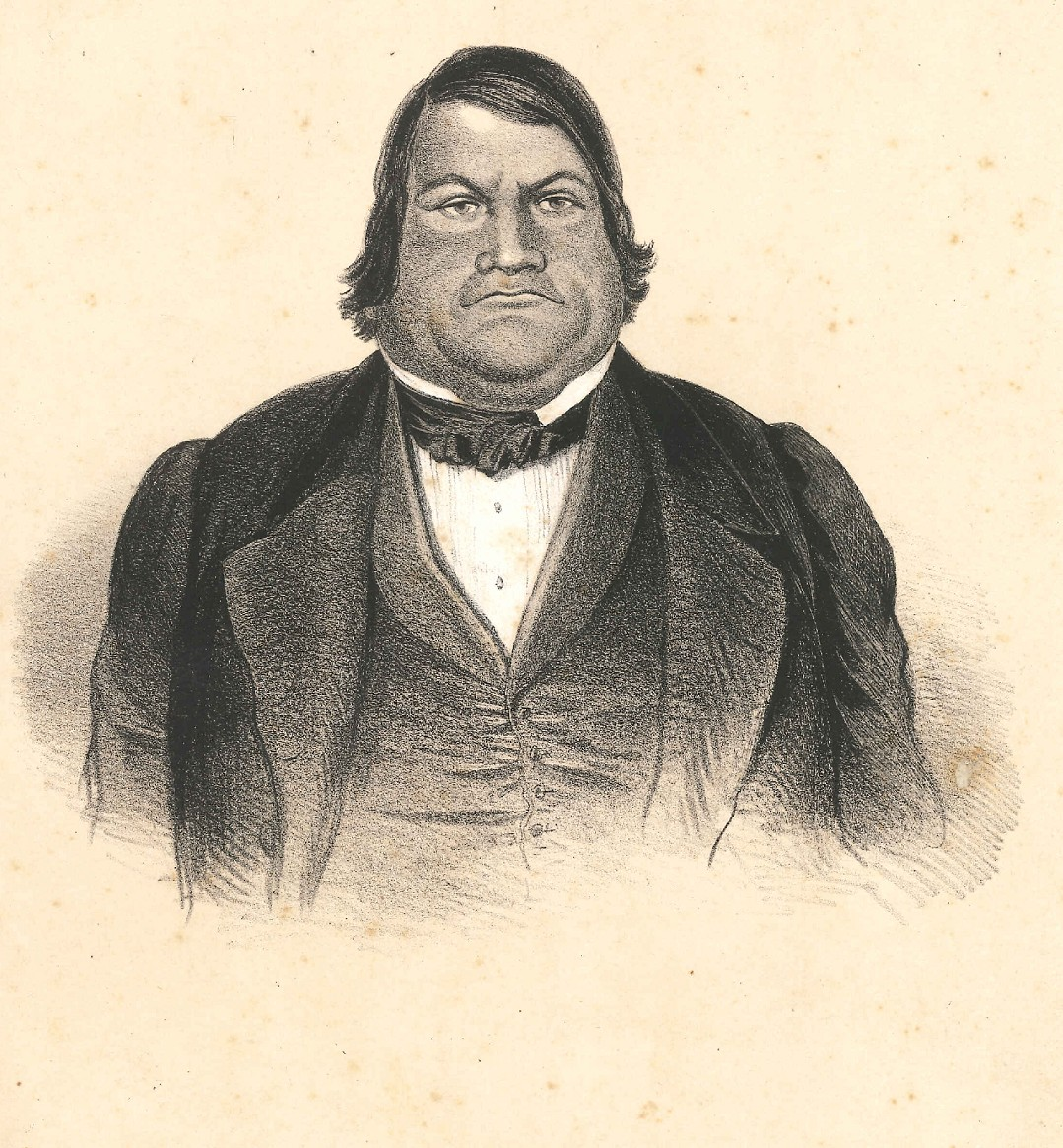
Carlos Antonio López en 1846.

Una de las primeras prioridades tomadas por el presidente López fue la necesidad de hacer reconocer la independencia del Paraguay ante los demás países, aparte de contrarrestar los ataques periodísticos en Buenos Aires hacia la flamante república del Paraguay, por lo que el 26 de abril de 1845 decide fundar con ayuda de los modernos equipos de imprenta de la época el primer periódico paraguayo: El Paraguayo Independiente, que tuvo como fin exponer circunstancias de hechos y derecho que justificaban la independencia del Paraguay ante el mundo, así como el rechazo hacia el constante deseo de Buenos Aires de anexar el Paraguay a su territorio. El principal redactor de dicho periódico fue el propio Carlos Antonio López con la colaboración de Juan Andrés Gelly, Manuel Pedro de la Peña, José Berges y José Pimenta Bueno. Fueron publicados 118 números y el último número fue del 18 de septiembre de 1852, ya cuando el principal objetivo de dicho periódico fue cumplido, el reconocimiento por parte de Buenos Aires de la independencia paraguaya.
En homenaje a la aparición del primer periódico paraguayo, cada 26 de abril en Paraguay es conmemorado el día "del periodista". Posterior a la clausura de "El Paraguayo Independiente" se imprimió un nuevo periódico: "El Semanario de Avisos y conocimientos útiles", que comenzó a publicarse el 21 de mayo de 1853. También apareció el periódico "El Eco del Paraguay" que estuvo bajo la dirección de Ildefonso Bermejo, al desaparecer dicho matutino apareció uno nuevo, "La Época", editado por los alumnos del aula de Filosofía.

#### Misión secreta al Uruguay
Poco tiempo después de la asunción al mando de Carlos Antonio López el Imperio del Brasil jugó un papel trascendental en el reconocimiento de la independencia paraguaya por parte de países europeos, a excepción del Reino Unido y Francia, que durante mucho tiempo decidieron no reconocer la independencia hasta que el problema con Buenos Aires se solucionara. Por tal motivo, Carlos Antonio López decidió enviar en misión secreta a Bernardo Jovellanos y Anastacio González a Uruguay con una nota confidencial en la que se explicaba los motivos de la posición paraguaya en el tema Buenos Aires así como la disconformidad por la apática posición asumida por los anglo-franceses.
Se extraen dos versiones del porqué de aquella apatía: La primera fue la del francés Barón Antoine Louis Deffaudis, quien mencionó que el emperador del Brasil no había utilizado la opción de autorizar la designación de un representante del Paraguay ante los diplomáticos encargados de concretar la intervención europea en el Río de la Plata y realizó la recomendación de enviar a un representante diplomático, no obstante, las negociaciones con Francia e el Reino Unido fueron perdiendo fuerzas cuando López decidió realizar una tregua con Juan Manuel de Rosas. 
Por otro lado, el ministro británico, el 7 de marzo de 1846 envió a Asunción una carta en la que se contenía el una carta en la cual el ministro británico negaba momentáneamente el reconocimiento al Paraguay por motivos de evitar un choque directo con Rosas. En septiembre de 1846, ya cumplida su misión, los diplomáticos paraguayos recibieron la orden de López de abandonar suelo oriental y retornar al país, no sin antes encargarles también la traída de la letra del flamante himno nacional, que hasta ese entonces Paraguay no contaba con ninguno. El redactor del Himno Nacional del Paraguay fue el poeta uruguayo, Francisco Acuña de Figueroa quien también fue el redactor de la letra del himno uruguayo. 

#### Reconocimiento europeo
Posterior a la caída de Rosas, varias delegaciones europeas y una americana llegaron hasta Asunción con el objeto de afianzar las relaciones diplomáticas con el Paraguay. En representación del Reino Unido llegaba a bordo del barco Locust el emisario Hotham, enviado precedentemente al Paraguay ya en 1845; En representación de los franceses llegaba a bordo del Flambart el caballero de Saint George, por otra parte se encontraba Juan Pendleton en representación de los Estados Unidos y M. Cerruti por el Reino de Cerdeña. Todas las naciones mencionadas, poco tiempo después reconocerían la independencia nacional, con lo cual las relaciones bilaterales entre amabas naciones comenzarían a fluir, específicamente el reconocimiento oficial entre ambas naciones fue firmado el 28 de febrero. Posteriormente, el 4 de marzo de 1853 se firma un tratado entre las naciones precedentes y el Paraguay, a pesar de las maquinaciones del Brasil en contra de dichos tratados, estos igual se llevaron a cabo, entre los principales cláusulas del tratado se encontraba igualdad de tonelaje así como la libertad de comercio entre las naciones infrascriptas. Ya el 3 de enero de 1853 por intermedio del diplomático Charles Hotham, Inglaterra reconocía la independencia del Paraguay.   

#### Expedición militar al chaco de 1849
Carlos Antonio López en 1849 decidió autorizar una expedición militar hacia la zona del Chaco, hasta los límites del río Bermejo, zona con dominios del Paraguay, para tal expedición se prepararon diversos contingentes de modo a prevenir el ataque de agentes enemigos. Para aquella travesía, fue fundamental la presencia de medios de transporte, tales como caballos o mulas las cuales se encontraban disponibles en las estancias tanto privadas como públicas de Villa Franca y Villa Oliva, fue así que el 30 de mayo de 1849, Francisco Solano López ordenó la requisa de 250 bueyes, 619 caballos de las estancias de la patria, 500 más de la zona de Villa Franca y 40 mulas para su posterior envío en 5 remesas para el servicio público.

### Segundo período. 1854-1857
El 14 de marzo de 1854, en Asunción se reunió nuevamente el congreso después de cinco años, pues la última sesión se dio el 30 de mayo de 1849, en donde se ratificó a Carlos Antonio López en el cargo de presidente de la república. Las sesiones se iniciaron a la mañana del mismo día, Carlos Antonio López presidió la sesión así como emitió un extenso mensaje en el que resumió la principales obras ejecutadas a lo largo de los últimos años, los cuales fueron aceptados y ratificados de manera unánime por los diferentes diputados regionales. El Congreso le propuso a López un nuevo período de 10 años en el poder, fruto de su imponente influencia en la época, no obstante, Carlos Antonio López rechazó tal moción, aceptando sólo un período de tres años, pues no gozaba de mucha salud, ya que sufría de una avanzada obesidad.

#### Escenario internacional

##### Estados Unidos

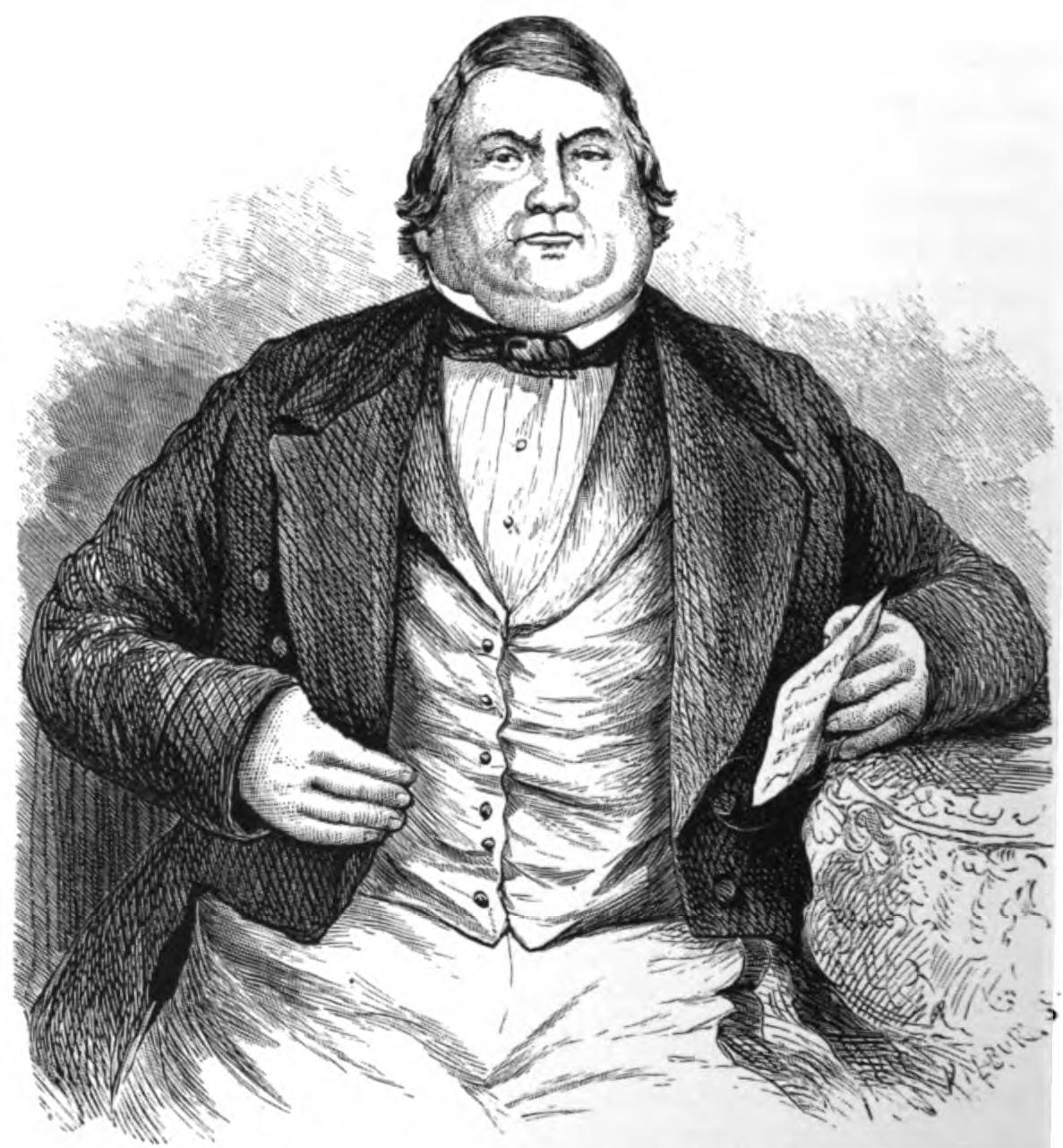
Carlos Antonio López.

El primer contacto con Estados Unidos fue la intervención de este en el conflicto entre Buenos Aires y el Paraguay, no obstante, dicha negociación no tuvo demasiados avances. Poco antes de culminar Carlos Antonio López su primer período regresó a Asunción el antiguo enviado norteamericano Eduardo Hopkins, en calidad de cónsul del gobierno de los Estados Unidos y administrador de la Compañía Norteamericana de Navegación. Hopkins decidió retornar al Paraguay, convencido de sus beneficios para el plano económico, por ello recomendó a varios capitalistas americanos la inversión en Paraguay. En febrero de 1851, Carlos Antonio López pensó designar a Hopkins como enviado especial del gobierno paraguayo ante el gobierno del presidente Millard Filmore con la intención de fortalecer los lazos comerciales, diplomáticos y de amistad entre ambos países, así como para la utilización para la navegación a vapor en los ríos del país, no obstante, dicha pensamiento no pudo ser concretado a causa de la situación vivida en el Río de la Plata.
Al llegar al Paraguay, decidió adquirir diversas herramientas agrícolas y manufactureras así como barcos. López decidió colaborar con Hopkins otorgándole terrenos y recursos humanos. Así llegó a constituir un aserradero, molinos, pequeños talleres, una fábrica de cigarrillos  y una olería. En aquella época, estaba en los intereses comerciales de los Estados Unidos utilizar el río Paraná como vía fluvial exclusiva, razón por la cual en 1854, el gobierno paraguayo se negó a ratificar el Tratado de Comercio y Navegación con dicho país.

La compañía representada por Hopkins fue sancionada por el hecho de que vulneraba las leyes nacionales, prohibiéndole realizar operaciones en territorio nacional. Eduardo Hopkins pretendía tener los derechos absolutos sobre sus propiedades por el lapso de 10 años, dicha autodeterminación de Hopkins no cayó bien en las esferas del gobierno, rechazando el monopolio del capital extranjero, por lo que comenzó a boicotear dichas industrias. Tiempo después, la situación empeoró debido a un incidente propiciado por uno de los hermanos de Hopkins (Clemente Hopkins) quien en una ocasión, cuando se encontraba dando un paseo a caballo en la zona de San Antonio en compañía de la esposa del vicecónsul francés, Madame Guillemot. Cuando ambos se encontraban de regreso a Asunción se encontraron con un hato de bueyes comandados por un soldado paraguayo de nombre Agustín Silvero quien solicitando a Hopkins le diese el paso preferente a los bueyes del ejército, éste con resuelta petulancia decidió atropellar el camino generando el desbande del ganado lo cual motivó al soldado propinar un sablazo en la espalda a Clemente Hopkins causando el posterior enfurecimiento de Eduardo Hopkins con el gobierno, a su vez el gobierno paraguayo decidió cerrar todas sus industrias y cancelar los pasaportes diplomáticos de dichos extranjeros, generando el enojo y posterior retiro del país de Hopkins, quien desde adelante despotricó en la prensa de toda la región contra el gobierno de Carlos Antonio López. Oficialmente Eduardo Hopkins se embarca a bordo del Waterwitch el 30 de septiembre de 1854 retirándose oficialmente del país.  

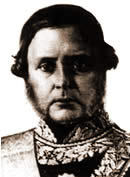
El general y presidente de la Confederación Argentina Justo José de Urquiza.

A su vez, López había promulgado un decreto en el cual prohibía la navegación de navíos de guerra extranjeros. El 1 de febrero de 1855, el barco de expedicionarios americanos, Waterwitch, no respetó dicho decreto y decidió avanzar sobre el río Paraná, llegando hasta el fuerte militar de Itapirú en donde uno de los oficiales realizó dos disparos de salva a modo de advertencia para que retrocedieran. El Cap. Thomas Jefferson Page no hizo caso de las advertencias y siguió avanzando la marcha, fue así como la nave recibió uno de los disparos que impactó al timón, causando la muerte del timonel y el posterior naufragio de la nave a través de los caudales del río Paraná.
A nivel internacional, la prensa intimidó al Paraguay para que este pida disculpas públicas a los Estados Unidos, propiciándose a la vez el rechazo rotundo de Hopkins al régimen de López. En mayo de 1857, el Congreso de los Estados Unidos autorizó el envío de una flota compuesta por 20 embarcaciones (Fragata Sabine, Caledonia, Westernport, Atlanta, Memphis, Metacomet, Fulton, Waterwitch, Harriet Lane, Argentine; los vapores a hélice M. W Chapin, Southern Star y los navíos a vela, fragata ST. Lawrence, las corbetas Falmouth y Preble; el bergantín-goleta Bainbridge, los bergantines Dolphin y Perry; la fragata-almacén Supply y la barca hospital Release) que llegaron al Paraguay en 1859, con la plena instrucción de conseguir que sus reclamos fueran aceptados por el gobierno paraguayo caso contrario habría empleo de las fuerzas militares, dicha decisión de emprender una acción bélica en contra del Paraguay la cual fue secundada por el propio presidente estadounidense James Buchanan, quien nombró como emisario y portavoz del gobierno norteamericano a James B. Bowlin, quien tenía 3 objetivos a cumplir en Asunción:  
1. El pago por los daños y perjuicios a la compañía de Hopkins.
2. Explicaciones sobre el incidente del Waterwitch.
3. Pago de una indemnización a la familia del marinero fallecido.

En caso de negarse el gobierno paraguayo, los aprestos bélicos serían efectivos entre ambas naciones. Fue la cancillería chilena la que advirtió al gobierno paraguayo de la inminente llegada de las naves norteamericanas, información que fue confirmada por el cónsul paraguayo en Nueva York el 2 de octubre de 1858.  
A modo de mediar en el conflicto, Urquiza envió en misión reservada a Álvaro Comas con la propuesta al gobierno paraguayo de finiquitar la cuestión de límites entre el Paraguay y la Argentina así como una alianza defensiva entre el Brasil, Uruguay, Argentina y el Paraguay. Todas las propuestas a excepción del de la mediación las aceptó López aduciendo que no era el momento para emprender una alianza cuadripartita en la región. Por su lado, Urquiza comenzó diversas conferencias con Bowlin el 10 y 11 de enero de 1859 a modo de zanjar las cuestiones entre Estados Unidos y el Paraguay. Como corolario de la situación el 4 de febrero de 1859 se firmó un tratado de comercio, amistad y navegación con la inclusión de una convención especial sobre reclamaciones entre el ministro Nicolás Vázquez y el emisario estadounidense James B. Bowlin, dicho tratado fue ratificado posteriormente por ambas partes en 1860.  
Por miedo a la intervención americana en suelo rioplatense, Urquiza propuso a Carlos A. López reunirse en Corrientes de modo a zanjar la impasse, no obstante, López solo llegó hasta Humaitá ya que había sido informado que la escuadra se encontraba fondeando el río Paraná, por lo cual decidió no acudir a Corrientes. Por tal motivo Justo José de Urquiza decidió acudir a Asunción el 16 de enero de 1859 para ser intermediario en las negociaciones, consiguiendo que el estado paraguayo logre retractarse y pedir las disculpas correspondientes al gobierno norteamericano, así como indemnizar a la familia del marino fallecido, tal como lo exigía Bowlin, en representación del gobierno norteamericano. Dichos acontecimientos hicieron que ambos países entraran en diversas tensiones que finalmente concluirían en 1859. La comisión de Urquiza estuvo integrada por su esposa, Dolores Costa de Urquiza, uno de sus hijos, Benjamín Victorica y Ricardo López Jordán. Urquiza y su familia fueron hospedados en la residencia de la familia Saguier. 
Una vez sometida la cuestión a un tribunal de arbitraje en Washington mediante un acuerdo entre ambos gobiernos, representando al Paraguay el diplomático José Berges ante los estrados judiciales norteamericanos. El tribunal finalmente tras proseguir la investigación emitió un fallo arbitral el 13 de agosto de 1860, el cual resultó ampliamente favorable a los intereses del Paraguay en detrimento de lo reclamado por la compañía de Navegación y por el empresario Eduardo Hopkins. Este fallo tuvo amplia repercusión a nivel internacional, por lo que incluso el presidente americano, James Buchanam, se mostró en contra de dicha decisión al igual que su sucesor, Abraham Lincoln. Una vez finalizada la guerra contra la triple alianza, los Estados Unidos deciden reabrir el caso a mediados de junio de 1872, buscando anular el precedente fallo. Dicha cuestión finalmente fue zanjada a mediados de 1886, reafirmando dicha cuestión, culminando así casi 30 años de conflicto diplomático entre Estados Unidos y Paraguay.  

#### Más allá del Atlántico. Misión de Francisco Solano López a Europa
Posteriormente, por recomendación de su hijo, Francisco Solano, y tras la caída de Rosas, el presidente López comenzó a interactuar diplomáticamente con los países de Europa, además a modo de realizar el canje de ratificaciones de los tratados firmados con los países europeos precedentemente citados, Solano López viajó en representación del gobierno paraguayo a su vez que logró firmar diversos acuerdos con representantes diplomáticos de países como Estados Unidos, Cerdeña, el Reino Unido y Francia. Luego del éxito de su primera expedición a Corrientes, el 12 de junio de 1853 Solano López partió de Asunción en calidad de ministro en misión especial ante los gobiernos de dichos países, de modo a ratificar los lazos de amistad convenidos hacía poco tiempo. Realizó escala en Buenos Aires y finalmente llegó a Southampton, Inglaterra el 14 de septiembre. 
A la par de las escaramuzas con los americanos, el embajador plenipotenciario en Europa, Francisco Solano López se encontraba en una larga gira hacia el Viejo Continente. Durante dicho viaje, Solano López llevó el agradecimiento por parte del gobierno paraguayo a las naciones europeas que habían reconocido la soberanía paraguaya. López estuvo de gira por un año, acompañado por el diplomático Juan Andrés Gelly y su hermano Benigno López, así como algunos agregados a dicha misión como Vicente Barrios, José María Aguiar, Rómulo Yegros y Paulino Alén no obstante, el principal encargo fue la contratación de técnicos, ingenieros y arquitectos europeos para la floreciente industria paraguaya. Tras cumplirse los objetivos propuestos, Solano López regresó a bordo del nuevo buque adquirido por el gobierno paraguayo, el TACUARY, ensamblado por la firma Blyth, el cual tenía un peso de 28 toneladas. También  realizó viajes a Italia, España, esta última finalmente no llegó a ratificar ningún tratado con López debido a las desavenencias surgidas entre López y el diplomático español Calderón de la Barca.    
En Francia, el 15 de septiembre de 1854, Francisco Solano López firmó un contrato con el ciudadano Antonio López, armador de la ciudad de Burdeos, en donde se estipulaba el traslado de 800 personas, entre vasco franceses y españoles (menores de 45 años, solteros y católicos) quienes estarían exentos del pago de impuestos por un plazo de 10 años, así también del servicio miliar, además esta colonia fue establecida en una zona del Gran Chaco, donde arribaron un total de 400 franceses, no obstante, dicho plan de poblamiento no funcionó, pues los franceses decidieron retornar por disconformidad con el suelo, así como la realización de trabajos extremos en la fundición de hierro en Ybycuí. Esto motivó varios roces con el gobierno francés de Napoleón III, por lo que al final tuvieron que liberarlos y congraciarse con el gobierno vasco.    
Poco tiempo después, arribó a Asunción el representante de la reina Victoria, el ministro inglés Guillermo D. Christie, quien de manera poco táctica trató de firmar un acuerdo de libre navegación y comercio, quien al no conseguir entrevistarse personalmente con Carlos Antonio López, decidió solicitar sus pasaportes y retornar a su país, sin conseguir ningún acuerdo entre ambas naciones. Entre los puntos de polémica de dicho tratado se encontraban la perpetuidad de un tratado de libre navegación para barcos internacionales así como la profesión de la religión anglicana en Paraguay.  A su regreso desde Europa, la tripulación comandada por Francisco Solano López realizó una parada en Río de Janeiro, donde López se entera de los planes bélicos del Brasil contra el Paraguay, la embarcación llegó a Asunción el 21 de enero de 1855.

#### Escaramuzas con el Brasil
Tras los acontecimientos vividos con Buenos Aires, así como el conflicto con el diplomático brasileño Felipe José Pereira Legal deterioraron las relaciones con el Imperio, esto motivó que ambas naciones se preparen militarmente en las diferentes fronteras, las cuales aún no estaban oficialmente delimitadas. Francisco Solano López, a su regreso de Europa, fue el encargado de organizar el ejército en caso de algún encuentro bélico.
En el mes de febrero de 1855 llegó una escuadra hasta el río Paraguay, integrada por 20 embarcaciones y un poco más de 2000 soldados, el comandante de dicha expedición fue el almirante Pedro Ferreira de Oliveira. Dicha expedición no pudo remontar el río Paraguay a causa de una bajante, por lo que sólo Pedro Ferreira de Oliveira pudo seguir en un pequeño bote hasta Asunción, en donde llegó el 16 de marzo. Posterior a diversas audiencias entre Francisco Solano López y Ferreira de Oliveira, el problema  de Pereira Legal fue zanjado. El 27 de abril de ese año fue firmado un tratado de comercio y navegación entre ambas naciones, sin dar atención al tema límites. No obstante el emperador se negó a ratificar dicho tratado a causa de las protestas surgidas en Brasil en contra de dicho tratado.
A inicios de 1856, Carlos Antonio López, con la intención de finiquitar el asunto relativo a los límites envió a Río de Janeiro al diplomático José Berges para que se entrevistase con el ministro diplomático del Brasil, José María da Silva Paranhos, de modo a concretar acuerdos ventajosos para ambas naciones y las sucesivas conferencias entre ambos diplomáticos comenzaron el 9 de marzo de 1856, no obstante, la intención fue en vano, pues no se llegó a un acuerdo recíproco. Da Silva Paranhos como punto central objetó el artículo 21 de la convención López-Ferreira de Oliveira y la presentación de un nuevo postulado de 20 artículos que Berges rechazó pidiendo cambios en su redacción. Según el Brasil, los límites del Paraguay llegaban solo hasta el río Apa, en detrimento de la propuesta paraguaya, que daba como límite paraguayo hasta el río Blanco, dentro del territorio brasileño, así como los territorios ubicados en la margen derecha del río Paraná hasta la confluencia con los afluentes del río Apa. Aunque el principal motivo de dicha conferencia era el tema límites, este tema se prorrogó por 6 años más su tratamiento, no obstante, el 6 de abril de 1856 se firmaron tratados de comercio y navegación de manera libre para ambas naciones por los ríos Paraguay y Paraná.
Posterior al tratado Berges-Paranhos, el gobierno paraguayo emitió varios decretos que establecían condiciones a los buques brasileros para la circulación en aguas del río Paraguay, contradiciendo lo estipulado en el tratado firmado. Por tales razones, el 25 de octubre el gobierno imperial en contra respuesta a López emitió un decreto en el que autorizaba la circulación por aguas del río Paraguay de barcos sin importar su nacionalidad u procedencia, también el Brasil se encontraba aprestándose para un eventual enfrentamiento bélico con el Paraguay, a razón de la no solución del inconveniente limítrofe. Como última medida para evitar tal conflicto, el Brasil decide enviar al diplomático José María de Amaral, cuyos esfuerzos fueron infructuosos al no conseguir acuerdo alguno con el gobierno de López, retirándose del país sin cumplir la misión imperial encomendada, agravando el conflicto entre ambas naciones.

#### Cuestión de límites con Argentina. Misión Guido

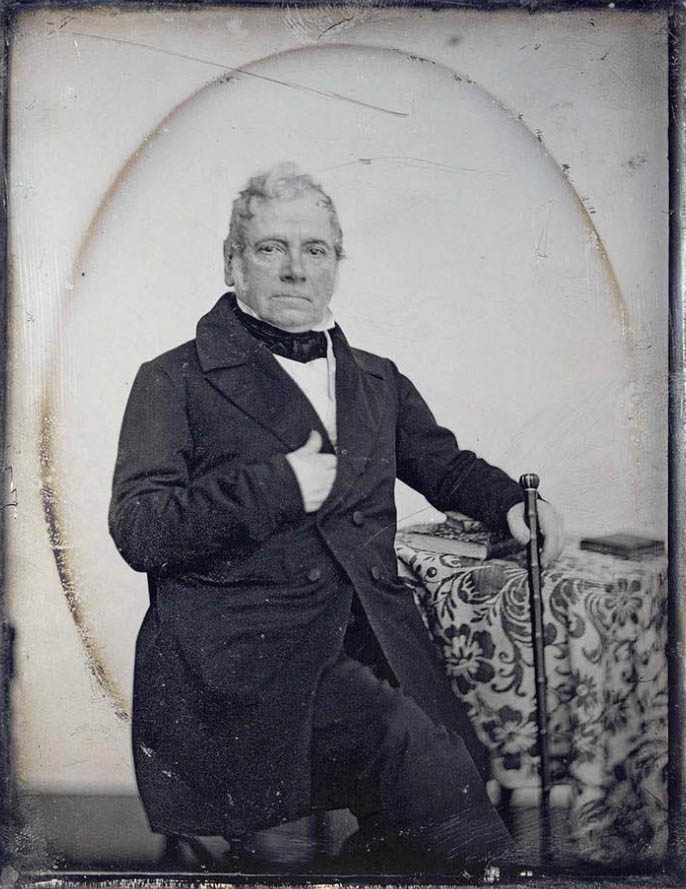
Tomás Guido, diplomático argentino de importante actuación durante la segunda mitad de la década de los 50.

En los primeros meses de 1856, el congreso argentino finalmente decidió rechazar el tratado Varela-Derqui, el cual fue firmado en Asunción en 1852, incluyendo aspectos concernientes a las fronteras aún no delimitadas entre ambas naciones. El congreso argentino no realizó siquiera un análisis de los informes enviados por Derqui sobre los territorios en disputa, pues el gobierno argentino a toda costa reclamaba los territorios del Chaco hasta la zona de Bahía Negra, así como el territorio de las Misiones en el sur, cuestiones ampliamente rechazadas por el gobierno paraguayo.  
En mayo de 1856 llegaba a Asunción el emisario del gobierno argentino, General Tomás Guido, quien trató de buscar una solución definitiva a la cuestión de límites, siendo su intento infructuoso pues este había propuesto a López un prospecto de tratado en el cual los límites de la Argentina llegaban hasta el grado 22 en el Chaco, cuestión que fue rechazada in limine por el gobierno paraguayo considerando que ello supondría llevar los límites de la Argentina hasta la zona del Apa dejando al Paraguay desprotegido frente a la confederación. Tras varias idas y vueltas, por instrucción expresa de Urquiza a Guido, este último finalmente el 29 de julio de 1856 logró ratificar un Tratado de Paz, Amistad, Comercio y Navegación, posponiendo la cuestión de límites por un plazo de 6 años debido a la falta de acuerdo entre las partes. Durante su estadía, Guido se convirtió en uno de los pocos diplomáticos que gozó de la confianza y cordialidad de la familia presidencial.  
Posterior al reconocimiento, Varios representantes diplomáticos de países europeos y Estados Unidos llegaron al Río de la Plata con la intención de requerir la libre navegación de los ríos internos, lo que motivó la puesta en alerta de Urquiza quien para contrarrestar dicha influencia europea, así como la imperial, estableció una alianza con Carlos A. López, quien le ofreció desocupar la zona militarizada por el ejército paraguayo en Misiones y su apoyo en la lucha contra Buenos Aires, no obstante, estos compromisos quedaron en la nada, aduciendo López que prefería no intervenir en la política interna argentina, que se encontraba atravesando una importante crisis política. Con la falta de apoyo paraguayo, también se desvirtuó la utópica idea de anexar las provincias de Entre Ríos y Corrientes, y constituirlas en una república independiente.

### Tercer período. 1857-1862
El 14 de marzo de 1857 se cumplen los tres años del período presidencial provisional y se reúne un Congreso General integrado por 110 diputados para elegir a un nuevo presidente, se presentaron a candidatos tanto del seno de la asamblea como fuera de ella, como José Berges, el excanciller  Andrés Gill o el veterano Vicente del Valle pero ninguna candidatura tuvo tanto apoyo como la de don Carlos quién se presentó distinto esta vez, presentó su postura de retirarse del poder y pasar a la vida privada alegando su delicado estado de salud por la enfermedad, esta declaración alarmó a los congresistas quienes realizaron una fuerte moción de apoyo para el mandatario, esta manifestación fue desoída en un principio por don Carlos reiterando sus motivos anteriormente expuestos, clausurando el congreso sin resolver la cuestión presidencial postergandola para la próxima sesión reunida el 17 de marzo, luego de varias insistencias por parte de la representación nacional, don Carlos acepta el mandato a presidente por tercera vez reelegido para completar los últimos siete años de su período anterior (1857-1864). No pudiendo completarse esta tercera etapa debido a su fallecimiento, el 10 de septiembre de 1862. Aunque nominalmente era un presidente actuando bajo una constitución republicana gobernó de manera autocrática pero no tiránicamente. Su gobierno dotó al país de una nueva constitución y un ejército moderno. Carlos Antonio López dirigió un mensaje al congreso, en el que exponía los diversos avances tecnológicos y diplomáticos alcanzados durante los últimos tres años de gobierno.

#### Navegabilidad con el Brasil. Misiones Amaral y Paranhos
Apenas iniciaba su tercer período, Carlos Antonio López emitió dos decretos presidenciales, uno el 15 de julio y otro el 10 de agosto de 1856, que regulaban la navegación en el río Paraguay, por consiguiente, anulando lo estipulado en el tratado Berges-Paranhos de 1856. López tomó esta decisión debido al riesgo que conllevaba la navegación de brasileros por el citado río, ya que estos utilizaban el río como vía de comunicación y transporte de armas a la provincia de Mato Grosso, dicha situación se agravó cuando los imperiales decidieron establecer el puerto de Alburquerque  en el Alto Paraguay, así como la emisión de un decreto imperial del 25 de octubre de 1856 que básicamente liberaba la navegación a cualquier embarcación internacional, sin previa consulta al gobierno paraguayo. 

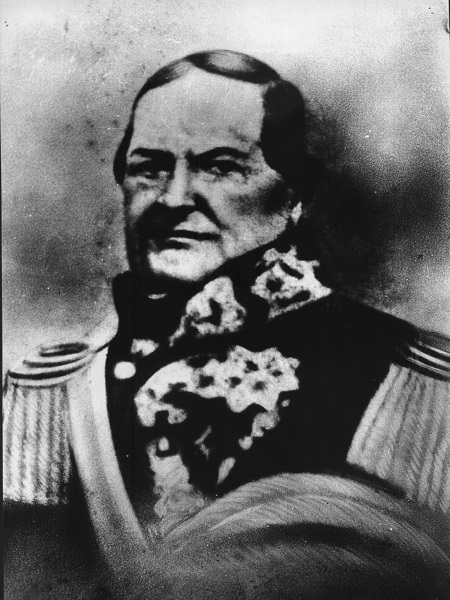
Carlos Antonio López como cónsul

Con motivo de zanjar el impasse con el Paraguay y anular los reglamentos emitidos por el gobierno paraguayo, el gobierno imperial del Brasil en 1857 envió a José María de Amaral para que se entrevistase con el presidente López, no obstante, tras varias entrevistas, debido a la falta de tacto de Amaral en cuestiones burocráticas produjo que este mantuviese una acalorada discusión con el presidente López y el abrupto final de su misión diplomática, lo que a su vez causó el rechazó de la prensa brasilera a la actitud lopista, invocando la guerra en contra del Paraguay. 
Posteriormente, en 1858, el gobierno brasilero decide enviar al ministro de relaciones exteriores,  José María da Silva Paranhos, quien luego de intensas conversaciones con los paraguayos al arribar a Asunción el 7 de enero de 1858, logró firmar el 12 de febrero de 1858 la Convención fluvial explicativa y ampliatoria del tratado de amistad, comercio y navegación del 6 de abril de 1856 con el general Francisco Solano López, que estipulaba la habilitación a navegar los ríos Paraguay y Paraná mediante tres buques de guerra, sin un límite de peso. Previo a su paso por Paraguay, Paranhos realizó intensas gestiones en Paraná buscando la alianza de la Confederación en caso de un enfrentamiento bélico con el Paraguay, rumoreábase incluso que la Argentina había asentido dejar pasar por territorio argentino a tropas imperiales en tal situación que a la postre se pudo zanjar. Dicho tratado fue ratificado por el presidente López el 17 de febrero, mientras que el emperador Pedro II lo ratificó el 24 de abril, por tanto, para el canje de ratificaciones fue enviado el hijo menor del presidente, Benigno López, a Río de Janeiro el 30 de abril de 1858.  

#### Conflicto con Gran Bretaña. Santiago Canstatt
El 16 de febrero de 1859 fue descubierto un plan de conspiración en contra de Carlos Antonio López, bajo sospechas fueron demorados Santiago Canstatt, ciudadano uruguayo y descendiente de un británico que se radicó en el país hacia 1855 con pasaporte uruguayo, no obstante, cuando el plan conspiratorio se encontraba en su punto más álgido decide iniciar los trámites para obtener el pasaporte británico a modo de blindaje en caso de ser descubierto el plan, así también fueron detenidos Ildefonso Machaín, Luis Machaín, Feliciano Lázaro, Teodoro Decoud y Gregorio Decoud, pero la detención de Canstatt generó roces con el cónsul enviado por el gobierno británico, quien tuvo altercados con el gobierno paraguayo, no trascendiendo dicho conflicto al plano internacional. Dicho conflicto fue zanjado con la autorización que emitió Carlos A. López para que su ministro de relaciones exteriores firmase con el representante británico, Edward Thornton, un convenio especial. Posteriormente, la justicia ordinaria había dictaminado que 5 de los conspiradores fuesen condenados a la pena de muerte, no obstante, Carlos Antonio López modificó la sentencia, otorgando la libertad a los conspiradores entre quienes Canstatt fue liberado pero los hermanos Teodoro y Gregorio Decoud fusilados. 
La conspiración contra el gobierno ya venía planeándose desde años antes de 1859, cuyos principales impulsores fueron los paraguayos opositores a los López exiliados en Buenos Aires, y la presencia de Santiago Canstatt quien era un comerciante uruguayo que realizaba viajes intermitentes con motivos laborales a la capital porteña resultó propicia para utilizarlo como emisario de los paraguayos opositores a los que vivían en el Paraguay. El plan tenía como eje central asesinar al presidente López en alguna actividad en donde esté expuesto públicamente, mientras que el plan también llegó a incluir acciones en contra del entonces presidente de la Confederación Argentina, Justo José de Urquiza, patrocinado por miembros de la masonería y la élite bonaerense, según refieren diversos autores, ya que Buenos Aires se encontraba en rebeldía hacia el liderazgo de Paraná, por tanto dicho plan llegó a involucrar tanto a Urquiza como López, aliados en ese entonces.   
Posterior al incidente de Solano López con la escuadra británica en las costas de Buenos Aires, al aproximarse un encontronazo con la escuadra británica, se abrió el camino para la negociación entre ambas naciones. Fue así que para aminorar la presión el gobierno paraguayo decide liberar a Canstatt y otorgarle sus pasaportes a él y a su hermano por lo que a su vez el buque "Tacuary" es liberado, pasando del plano bélico al diplomático entre ambas naciones. En primera instancia, el Gral. Urquiza y Uruguay ofrecieron su mediación, mientras que los británicos preferían la de Buenos Aires, no obstante, López decidió nombrar como representante del gobierno paraguayo ante el gobierno británico al jurista argentino Carlos Calvo, a quien encomendó proseguir las negociaciones en Londres y no en Asunción, de forma a evitar el hostigamiento de las escuadras británicas del Plata. La orden perentoria para Calvo era el de no capitular sobre ningún acuerdo. 
La liberación de Santiago Canstatt no había sido motivo suficiente para zanjar la cuestión entre los paraguayos y los británicos, ya que el gobierno británico reclamó el otorgamiento de una indemnización al reo Canstatt por el tiempo sufrido en prisión. La negativa del gobierno a pagar dicha indemnización motivó la salida del cónsul británico Henderson, quedando rotas las relaciones de ambas naciones hasta la resolución del caso Canstatt. El 23 de agosto de 1860 inician los debates sobre la situación de las relaciones diplomáticas entre Inglaterra y el Paraguay en la Cámara de los Comunes siendo el tema introducido por el primer ministro Henry John Temple quien consideraba la gravedad respecto del trato recibido por parte de la República del Paraguay al supuesto súbdito inglés Santiago Canstatt.  
Ya en Londres, para sostener la versión paraguaya, Calvo decidió acudir tanto a la opinión pública como al jurista y abogado del Almirantazgo, el doctor Phillimore, quien al oír el fundamento esgrimido por el representante paraguayo, su veredicto fue dirigido de manera favorable a la actuación del gobierno paraguayo con respecto al súbdito Canstatt. El informe emitido por Phillimore, con auspicio de los prominentes juristas Benjamín George Lake y Kendall, aconsejaba que la conducta del cónsul Henderson resultó inapropiada, así como el legítimo derecho del Paraguay de juzgar en su territorio a cualquier ciudadano de la nacionalidad que fuera si los delitos que estos hayan cometido se hubiesen realizado en el territorio comprendido. Otro de los consejos de Phillimore era que la cuestión sea sometida a deliberación del Consejo de Justicia de la reina Victoria.  
Posteriormente se realizaron diversas reuniones entre Calvo y Lord Wodehouse (quien según la prensa paraguaya se encontraba contrario a la postura del Paraguay) a instancias del banquero Thomas Baring. Cabe destacar que en este enfrentamiento diplomático era la banca privada inglesa la que urgía una pronta resolución pacífica del tema pues en ese entonces el Paraguay había adquirido en gran medida industrias y mano de obra inglesa para la novel república, por lo cual el país guaraní representaba un buen aliado en el plano económico dadas las adquisiciones en suelo británico. Culminada la entrevista entre Calvo y Wodehouse el primero acusó al segundo de proferirle insultos y una abierta negativa a zanjar la cuestión con el Paraguay, motivo por el cual la situación siguió prorrogándose hasta 1860.  
Lord John Russell, importante político británico, decidió rechazar en primera instancia la propuesta del doctor Phillimore, quien había recomendado someter el inconveniente al arbitrio del comité judicial del consejo privado de Su Majestad Británica, por lo que luego Calvo decidió iniciar diversos comunicados en la prensa londinense, generando el interés en diversos miembros del parlamento. Otro incidente que empujó la cuestión hacia una inmediata solución fue el ocurrido en las costas de Villa Oliva, en donde el buque paraguayo "Tacuary" embistió a una embarcación inglesa denominada "Little Polly" causando el naufragio de esta. Posteriormente, luego de varios intercambios de memorándums entre los gobiernos europeo y americano, finalmente el ministro Edward Thornton, enviado por Russell, decide firmar un acuerdo de entendimiento recíproco con el canciller Francisco Sánchez en Asunción, el 23 de abril de 1862, culminando de esta manera el conflicto iniciado entre los dos gobiernos. Entre las resoluciones se encontraba: El entendimiento por parte del gobierno británico de que el Paraguay obró conforme a derecho con relación al apresamiento de Canstatt, el incidente del "Tacuary" fue una acción espontánea del contraalmirante Lushington, no existió ningún trató descortés ni fuera de lugar con el cónsul Henderson y por último, el costo producto del incidente del "Little Polly" sería asumido por el gobierno paraguayo. La ratificación de dicho acuerdo se firmó el 14 de octubre de 1862 entre Francisco Sánchez y William Doria, ya cuando el presidente Carlos Antonio López había fallecido.  

#### Pacto de San José de Flores
En 1859, las relaciones entre la Confederación Argentina y el Estado de Buenos Aires se habían deteriorado bastante. Justo José de Urquiza se encontraba al mando de la Confederación Argentina, mientras que Bartolomé Mitre a cargo de Buenos Aires. Constantemente se suscitaban enfrentamientos entre confederados y Buenos Aires que no solo perjudicaban a los argentinos, sino también a los estados aledaños, por esta razón el Paraguay tomó parte en dicho conflicto abogando por una solución entre ambas partes, el principal mediador enviado por el gobierno de Carlos Antonio López fue su hijo, el general Francisco Solano López, quien viajó a Paraná para comenzar el proceso de conciliación entre ambos.  
La mediación del Paraguay en dicho conflicto se debió también a los diversos capeos que realizó el presidente Carlos Antonio López para evitar firmar una alianza defensiva y ofensiva con la Confederación Argentina a la cabeza de Justo José de Urquiza con la excusa de no querer inmiscuirse en asuntos internos, incluso Urquiza a través de su emisario Luis J. de la Peña propuso un tratado de límites, comercio y amistad en el cual la Argentina se ceñía a la propuesta paraguaya respecto al reclamo de territorio en ambas márgenes del río Paraná, así como una alianza perpetua entre ambas naciones y exoneración de gravámenes a la exportación e importación siendo esta la única ocasión en que la Argentina daba su brazo a torcer, no obstante, dicha oportunidad fue desperdiciada por el gobierno paraguayo. 
La propuesta de Urquiza para negociar era el cese inmediato de las hostilidades entre ambas partes, petición que los porteños rechazaron in limine, prosiguieron con el conflicto que luego terminó en la Batalla de Cepeda, el 24 de octubre de 1859 en donde el ejército al mando de Urquiza derrotó al de Mitre. Posteriormente, Solano López siguió con el intento de mediación, y tras largas negociaciones, el 11 de noviembre de 1859 se logró firmar el acuerdo en la ciudad de San José de Flores entre unitarios y federales, reinsertándose a las demás provincias la de Buenos Aires, volviendo a integrar una misma república. La concreción de este pacto significó un importante logro diplomático para la administración de Carlos Antonio López, por intermedio de Francisco Solano López. No obstante, en 1860 el Paraguay se desentendió del acuerdo cuando los plenipotenciarios de la Confederación Argentina, Baldomero García y de Buenos Aires, Lorenzo Torres buscaron cada uno por su parte el apoyo de Paraguay. En definitiva, tal acuerdo significó el fortalecimiento de la figura de Bartolomé Mitre en detrimento a la figura de Urquiza, lo que a la larga terminaría perjudicando al Paraguay. Al retornar, Francisco Solano López debió hacerlo por tierra, pues la escuadra británica había bloqueado el paso del "Tacuary" en el Río de la Plata.

#### Sistema de espionaje. Antilopismo.

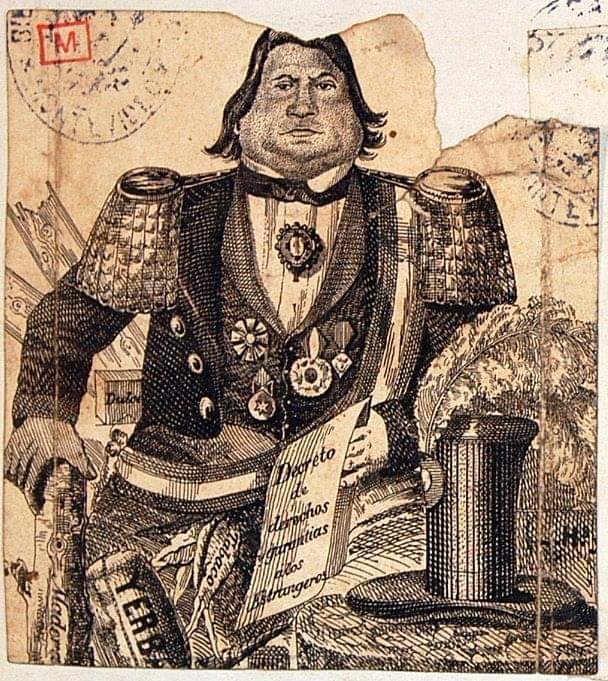
Caricatura de López hecha por la prensa porteña, que apoyaba a la oposición paraguaya del gobierno que residía en Buenos Aires.

Cuando Solano López decide retornar a bordo del "Tacuary" luego de la firma del tratado de San José de Flores se produce un altercado en la zona del Río de la Plata con la escuadra británica liderada por el contraalmirante Stephen Lushington quien sin órdenes oficiales bloquea el paso al buque paraguayo realizando a su vez disparos intimidatorios, por lo que este debe abandonar la embarcación. Al ocurrir dicho incidente el general López decide realizar el retorno al Paraguay en tierra hasta Paso de Patria donde aborda un barco hasta Asunción. El "Tacuary" permaneció anclado en el puerto de Buenos Aires hasta que el conflicto con Inglaterra mermó. Este incidente ocasionó la justificada molestia de López quien así lo hizo saber en una misiva al presidente Urquiza:  

“Mucho me costaba creer que la marina de una Nación tan ilustrada como la Inglaterra cometiese un acto de verdadera piratería contra un buque de guerra del Paraguay, entretenido en una misión pacífica... 
Este acto de la poderosa Nación inglesa contra un pequeño buque de la Nación paraguaya ha sido, Señor Presidente, a la vista de todo el pueblo de Buenos Aires de quien me despedía, recibiendo testimonios sinceros de sus agradecimientos por mis empeñozos esfuerzos. Y todo el pueblo de Buenos Aires ha sido testigo del atentado que se ha cometido por la marina británica contra un buque paraguayo...”
Francisco Solano López, 11 de diciembre de 1859 

López creía que quienes verdaderamente se encontraban detrás del ataque eran los paraguayos opositores al régimen lopista radicados en Buenos Aires, por tal motivó recurrió a dos hombres cercanos al gobierno paraguayo: el señor Pablo Viñales y Antonio Piat. El primero fue comisionado a Buenos Aires por el mismo gobierno paraguayo para estudiar e informar a los altos mandos del gobierno paraguayo los modos de vida de los paraguayos residentes en la capital porteña.
Posteriormente, Piat fue enviado a Buenos Aires con la misión de secuestrar a siete paraguayos opositores, y en caso de no lograrlo matar a tres de ellos. Piat ya se encontraba en Buenos Aires, cuando uno de los espiados, Manuel Pedro de Peña, descubrió los planes de Piat quien inmediatamente fue arrestado y conquien se encontró una nota que contenía los siguientes nombres: Manuel Peña, Serapio Machaín, Luciano Recalde, Fernando Iturburu, Carlos Loizaga, Segundo Machaín y Gregorio Machaín, conocidos opositores al régimen de Carlos Antonio López. Al poco tiempo de ser arrestado, Piat fue hallado muerto en su celda, mientras que Viñales aparentemente se suicidó.
El 17 de diciembre de 1857 a instancias del publicista Francisco Bilbao, los opositores al gobierno paraguayo previamente mencionados decidieron emprender un movimiento con el compromiso de buscar los instrumentos acordes para deponer al gobierno despótico del presidente López. A la postre tras la adhesión de otros exiliados en Buenos Aires el 2 de agosto de 1858 surge oficialmente la Sociedad Libertadora del Paraguay con el firme objetivo de "liberar" al Paraguay del gobierno que seguía vigente en manos de los López, este sociedad utilizó como medio de expresión de sus ideales los periódicos El Grito Paraguayo y El Clamor de los Libres mediante los cuales se publicaron sendas columnas criticando al gobierno instalado en Asunción. 

#### Roces diplomáticos con el Brasil. Misión Herrera
En 1861 fenecía el tiempo estipulado del tratado firmado entre los gobiernos de Paraguay y Brasil para declarar neutral la zona conflictiva de los límites entre ambas naciones. Esto motivo que el encargado de Negocios del Brasil en Paraguay, Antonio Pedro de Carvalho Borges reclamó  al ministro de relaciones exteriores Francisco Sánchez la incursión de fuerzas militares compuestas por 70 soldados en la zona de Miranda y Dorados, en el Mato Grosso, aduciendo un desconocimiento si el gobierno realizó dicha acción con premeditación. Sin embargo, Sánchez afirmó a Carvalho Borges que de hecho fuerzas paraguayas ingresaron a dicho territorio, pues se habían instalado allí fortines de militares brasileros en un territorio que se mantuvo en litigio entre ambas naciones. El hecho culminó con la vuelta a su país del diplomático brasilero aduciendo motivos de salud.
A inicios del año 1862, el gobierno uruguayo dirigido por el presidente Bernardo Berro decidió enviar en misión diplomático al plenipotenciario Juan José de Herrera a efectos de concertar una alianza de tinte comercial con el Paraguay. En las sucesivas entrevistas que mantuvo con el primer mandatario este último le comentó sus puntos de vista respecto a la situación coyuntural en el ámbito político del continente americano, así también, le recalcó la importancia de la unidad sudamericana frente al avance europeo en tierras americanas. Entre otro de los puntos tratados entre López y Herrera se encontraba el de concretar un acuerdo comercial para reducir la tasa arancelaria a las mercaderías paraguayas y por consiguiente utilizar como punto de salida y entrada del Plata el puerto de Montevideo. Históricamente, el Paraguay siempre utilizó los puertos de Buenos Aires para la exportación e importación de sus mercaderías, en esta oportunidad López rehusó firmar dicha alianza por temor a las repercusiones que pueda tener en el gobierno de Buenos Aires y el posterior surgimiento de hostilidades entre dicha provincia y el Paraguay. Este hecho constituiría uno de los últimos actos diplomáticos encabezados por el presidente Carlos Antonio López.

## Obras
Durante el mandato de Carlos Antonio López, el Estado paraguayo experimentó transformaciones en múltiples áreas. Entre las principales obras de su administración:
- Construcción del primer tramo del Ferrocarril Nacional.

- Creación de la Flota Nacional.

- Fundación de las primeras fundiciones de hierro en Ybycuí y en la Rosada.

- Creación de la Guardia Nacional, el 26 de agosto de 1845.

- Construcción y adquisición de embarcaciones estratégicas: Ypora, Río Blanco, Tacuary, Salto del Guairá, Correo, Paraná y Olimpo.

- Desarrollo del arsenal militar nacional.

- Establecimiento del ius soli mediante decreto de julio de 1856, que concedía la nacionalidad paraguaya a toda persona nacida en el país.

- Reforma constitucional de 1856, que redujo el número de diputados de 250 a 100, permitió al presidente designar a su sucesor mediante pliego cerrado y bajó la edad mínima para ser electo presidente de 45 a 30 años.

- Fomento al comercio exterior: las exportaciones alcanzaron un valor de 1 205 819 pesos y las importaciones, 1 539 243 pesos.

- Firma de tratados comerciales con Francia, Estados Unidos y el Reino Unido.

- Creación del Himno Nacional del Paraguay.

- Reforma de la agricultura, con técnicas modernas y nuevas disposiciones estatales.

- Otorgamiento de la ciudadanía a los indígenas en 1848, aunque sus tierras y bienes fueron transferidos al Estado.

- Fundación del periódico El Paraguayo Independiente.

- Reorganización de la administración pública con una ampliación presupuestaria significativa.

- Instalación de imprentas oficiales.

- Reapertura del Colegio Seminario de San Carlos el 4 de abril de 1859.

- Estímulo al resurgimiento de la vida social urbana.

- Retorno de los jesuitas en 1844, quienes fundaron en Asunción el Instituto de Moral Universal y Matemáticas, aunque posteriormente abandonaron el país por conflictos con el gobierno.

## Políticas de gobierno
Carlos Antonio López a lo largo de su gobierno implementó políticas que fueron dando a lo largo del tiempo, importantes resultados, algunas acciones llevadas a cabo fue que concedió a los indígenas la ciudadanía y, con el fin de paliar el desempleo, dio un nuevo impulso a las obras públicas y otorgó a la administración un mayor presupuesto para la contratación de una persona. El Congreso de 1842 también sancionó la libertad de vientres.

### Política industrial
En cuanto a la industria, se basó en la explotación de minerales, de yerba mate, de madera, la fundición de hierro, la producción de pólvora y sal. Apenas asumió Carlos Antonio López la presidencia, la producción de materia prima se encontraba bastante atrasada, pues debido al aislacionismo del gobierno de Rodríguez de Francia, pocos avances tecnológicos había en este rubro. Los principales rubros existentes eran la exportación de yerbas como de tabaco, estos se conseguían principalmente en la zona del bosque del Alto Paraná. También se puede mencionar la producción forestal, la producción de cueros y una de las más explotadas: La industria textil, que por medio del algodón lograba la fabricación de importantes tejidos que luego eran exportados, así también se intercambiaban materia prima con lujosos vestidos acordes a la época. Durante el gobierno de López, existió un importante superávit en el ámbito de las exportaciones, a pesar de que la mayoría de ellas eran rudimentarias. Los principales puntos por los cuales eran exportados los productos paraguayos eran en los puertos de Itapúa, Villa del Pilar y de Asunción. 
El presidente López con la intención de dotar de industrias al Paraguay organizó la primera incursión de una delegación paraguaya en territorio europeo con la intención de reforzar las recientes relaciones internacionales entre Paraguay y las potencias europeas así como también la compra de maquinarias industriales para su posterior instalación  en territorio paraguayo. Dicha delegación estuvo integrada por Francisco Solano López, Juan Andrés Gelly, Benigno López, José María Aguiar, Rómulo Yegros, Vicente Barrios y Paulino Alén, quienes partieron de Asunción el 12 de junio de 1853 y retornaron al país el 21 de enero de 1855. Como resultado de dicha expedición fue la instalación de astilleros y armamentos en la capital, el inicio de la construcción de la fundición de hierro de Ybycuí, instalación del telégrafo así como la venida de médicos, ingenieros, arquitectos, técnicos e intelectuales, entre los cuales se distinguían surtidas nacionalidades como italianos, británicos, españoles, franceses, etc. 

#### El ferrocarril

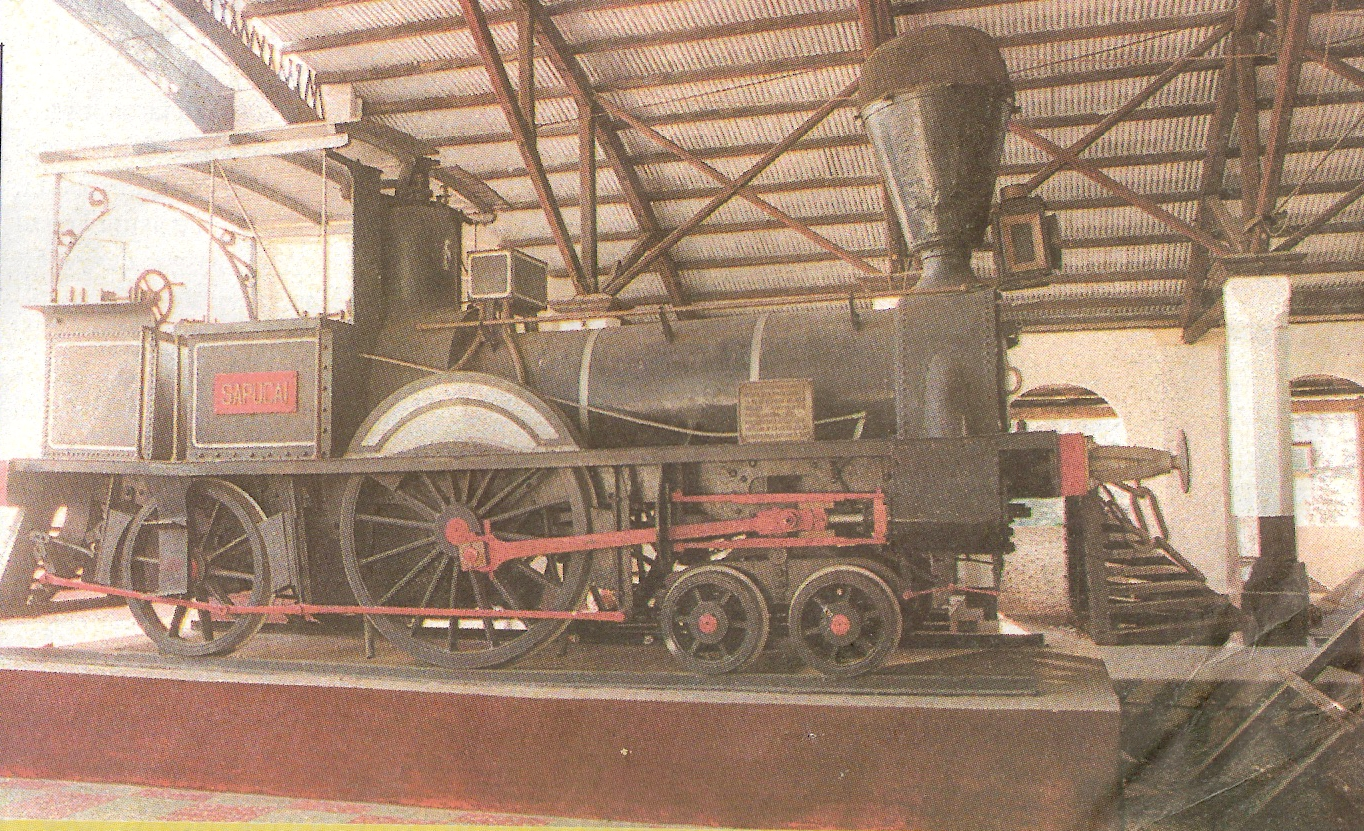
La locomotora Paraguay (1861), preservada en la estación Central de Asunción.

A partir de 1856 iniciaron los trabajos para la instalación de las vías de un ferrocarril a vapor que llegase a unir las ciudades de Asunción y Paraguarí. Se adquirieron aproximadamente 65 kilómetros de materiales correspondientes a las vías, planchas, asientos de rieles y tres locomotoras, todo el trato se realizó con la compañía británica Blyth. El primer desembolso de dinero lo realizó el gobierno el 24 de marzo de 1856 con un total de 200.000 pesos, los cuales fueron enviados al cónsul paraguayo en Buenos Aires, Buenaventura Decoud mediante el capitán del buque Tacuarí, Jorge Francisco Morice, de modo a que los transfiera a los hermanos Juan y Alfredo Blyth, a dicho desembolso se sumaron varios más hasta el año 1865.  
Los planos de dicho proyecto fueron realizados por el ingeniero británico William Whitehead pero la obra fue dirigida por el ingeniero George Paddison, llegado al país el 5 de junio de 1858 a bordo del "Yporá" quien también estuvo acompañado de Evil Percy Burrel y Henry Valpy con lo cual dicha obra llegó a emplear a 5.000 hombres. El primer tramo de las vías del tren partían desde el Puerto de Asunción hasta el arsenal de Marina. La estación central del Ferrocarril fue construida frente a la plaza de San Francisco (hoy Plaza Uruguaya) con finos acabados tradicionales de la época. Entre otros datos, Valpy por oficio del presidente Carlos A. López en fecha 13 de octubre de 1861 tuvo como imperativo navegar por primera vez la considerada hasta entonces "laguna" Ypakaraí, hoy lago Ypakaraí. 
En septiembre de 1861 fue inaugurado el tramo desde la estación central hasta el pequeño poblado de Santísima Trinidad y ese mismo año fue inaugurado el segundo tramo desde Trinidad hasta el poblado de Luque, y de allí hasta la ciudad de Areguá, posteriormente la de Patiñokué, Ypakaraí y la de Paraguarí, las últimas tres estaciones fueron inauguradas ya cuando Carlos Antonio López había fallecido. 
En total para el terraplenado y trazado de la tierra para las posteriores vías del tren participaron 5.000 hombres entre prisioneros y militares, entre quienes se destacan Elizardo Aquino, director de la planta siderúrgica de Ybycuí, José María Bruguez, Juan de la Cruz Estigarribia, Gregorio Almirón, Tomás Astigarraga, Juan Giménez y Escolástico Ramos, varios de ellos formados en Europa. Sin dudas, el ferrocarril fue uno de los máximos impulsos durante el gobierno de Carlos Antonio López, que posteriormente fue continuado por su hijo Francisco Solano, no obstante, la guerra contra la triple alianza truncó dicho deseo de progreso.  Por haber sido el principal propulsor del ferrocarril en el Paraguay, en su homenaje la empresa ferrocarril recibió el nombre de "Presidente Carlos Antonio López"

#### Arsenales
También otro de los hitos trascendentales del gobierno de López fue la instalación de los arsenales en el puerto de Asunción. Estos arsenales contaban con importantes hornos de fundición. Los hornos de dichos arsenales tenían la forma de dos triángulos truncados unidos en sus respectivas bases, en su interior los hornos estaban revestidos por ladrillos refractarios, de modo a soportar las altas temperaturas de su interior. Una máquina de soplete proporcionaba aire para la posterior combustión de los materiales a incinerar. Entre los diversos directores de los arsenales asuncenos se encuentran: William Whitehead, Alexander C. Grant, Thomas Norman Smith y Charles Cousins. Dichos arsenales eran uno de los más modernos de la época y fue de importante utilidad durante el desarrollo de la guerra contra la triple alianza.
Entre los diversos barcos que integraron la floreciente flota mercante de la Armada Nacional durante el gobierno de Carlos Antonio López se encontraban el "TACUARÍ". Este buque a vapor de 488 toneladas fue construido en Inglaterra por la compañía Blyth por órdenes de Francisco Solano López a un precio de 29.850 libras esterlinas convirtiéndose así en uno de los buques insignia del Paraguay llegando a surcar desde el atlántico hasta los ríos interiores del Plata.
Otro barco, "EL UNIÓN", fue adquirido en 1855 por el gobierno paraguayo en Buenos Aires, el cual una vez reparado en los astilleros de Asunción recibió por nueva denominación "RIO NEGRO". Otro barco adquirido, esta vez en Francia, fue el "AQUITAINE" de 590 toneladas que luego fue denominado "RIO BLANCO". El 2 de julio de 1855 fue botado en aguas del río Paraguay el vapor "YPORA" con capacidad hasta 226 toneladas el cual fue ensamblado por obreros paraguayos y dirigidos a su vez por el ingeniero inglés Tomas Smith. El 1 de julio de 1857 fue botado el barco "SALTO DEL GUAIRÁ" el cual tuvo como madrina de honor a la hija menor del presidente, Rafaela López, también tiempo después fue inaugurado el "CORREO" barco acondicionado para los viajes oficiales, así como para los servicios de comunicaciones nacionales. El 4 de noviembre de 1858 fue inaugurado el barco "RIO APA" que tuvo como madrina a otra de las hijas del presidente, Inocencia López. Otros buques botados fueron el "JEJUÍ" que fue amadrinado por Escolástica Barrios de Gill, esposa del ministro Andrés Gill, el "IGUREÍ", el "PARANÁ" y el buque expedicionario "LA ARGENTINA".

#### Fundición de hierro "La Rosada"
Carlos Antonio López veía la necesidad de implementar en el país un nuevo tipo de industria, la siderúrgica, tratando así de dejar atrás la rústica industria maderera para la construcción de residencias, utensilios, etc. La planta siderúrgica del Paraguay fue inaugurada oficialmente el 26 de octubre de 1850, estando a cargo del ingeniero fundidor Henrique Godwin, del coronel austrohúngaro Francisco Wisner de Morgensten y de varios técnicos alemanes. No obstante, Godwin falleció pocos años después quedando a cargo del complejo el señor Augusto Liliedat quien poco tiempo después viajó a Montevideo y Buenos Aires con la intención de adquirir material para el funcionamiento de la fundición de hierro, así como la contratación de varios técnicos, retornando en julio de 1853.  
La planta fundidora fue oficialmente instalada en la zona de Ybycuí, en las cordilleras y empezó a funcionar desde 1854 sorteando varios inconvenientes. Dicho complejo estaba constituido por varios edificios, talleres y el horno central, que admitía hasta 5000 libras de hierro en su interior, así también varios elementos de la zona proporcionaban material para la fabricación del material refractario que soportaban la intensidad del fuego horneario. Las piezas metalúrgicas salidas de esta fundidora eran utensilios, ruedas, escaleras, artículos tanto para el hogar como para diversas obras públicas.  
Otro hito trascendental de su gobierno fue la adquisición de modernos navíos británicos tales como el "Tacuarí", que costó 105.700, el "Río Blanco" cuyo costo fue de 110.000 pesos oro y el "Río Negro" de 11.800 pesos fuertes. Los navíos ensamblados en el Paraguay fueron el "Salto del Guairá", el "Río Apa", el "Ygurey" y el "Jejuí", que fueron de importante utilidad para la construcción de astilleros en Asunción y cercanías.
Otras industrias que también funcionaron en el país fueron una fábrica de papel, de ladrillos y tejas en Itauguá, también existían canteras de donde se extraían piedras calizas, cal, pizarra y pedernal, así como fábricas caseras de mantas y ponchos de algodón, así como de licores, dulces, vinos lana. Es importante destacar que en la administración de Carlos Antonio López se pasó de una industria rudimentaria a una más acorde a la época del siglo XIX.

### Política económica
A pesar de la implementación de monedas extranjeras durante el consulado, el gobierno de López mandó acuñar 30 000 monedas de cobre en Inglaterra por intermedio de un agente residente en Buenos Aires. Dichas monedas fueron emitidas el 1 de marzo de 1847, el valor de cada moneda era de 1/12, conocidas vulgarmente como "cobre sa´i". Todavía en aquella época se utilizaban monedas de oro y plata españolas, sin embargo, las transacciones comerciales eran dificultosas con dichas monedas por lo que se puso a disposición de la población una tabla de equivalencias de modo a mejorar el proceso de cambio. 
Luego de algunos años, en 1849 se produjo la segunda emisión del papel moneda, dicha emisión se realizó por un valor de 100.000 pesos en billetes de 1 y 2 pesos, aparte de habilitarse billetes de 1 real. La escasez de dichos billetes se daban a causa del desgaste habitual por el uso y manipulación constante así también por la mala calidad del papel en cuestión. Entre los diversos datos estadísticos de la época se puede apreciar que el valor total de importación y exportación al año 1853 fue de 406.687 y 690.480 pesos fuertes respectivamente. En el año 1860 la importación se elevó hasta 849.466 pesos fuertes, mientras que la exportación hasta 1.675.245 pesos fuertes. Al año 1861 el valor obtenido en concepto de importación fue de 1.013.246 pesos fuertes, mientras que la exportación fue de 1.344.542 pesos fuertes.  
Otras medidas trascendentales en el ámbito económico consistieron en la emisión de préstamos a muy bajo interés para mejorar la producción y compra de semillas. Estos préstamos eran concedidos a agricultores, ciudadanos y extranjeros. También Carlos Antonio López emitió un decreto de paridad de las monedas metálicas y el papel moneda. Dichas medidas económicas mencionadas anteriormente le valieron al Paraguay una importante estabilidad económica en comparación con los países del Río de la Plata. Entre otras de las trascendentales medidas en cuanto a la economía fue a la compra de una prensa acuñadora en el Brasil, por lo que para tal misión envió al diplomático Juan Andrés Gelly quien ya en Brasil, informó al gobierno paraguayo sobre la colaboración del gobierno brasilero para la adquisición de dicha máquina. La máquina fue traída en 1855 al Paraguay. 
En materia de exportación, los elementos mayoritarios exportados eran el tabaco, la yerba y los cueros. En 1851 el valor exportado fue de 341.000 pesos fuertes, mientras que en 1852 el valor fue de 470.000 pesos fuertes. A su vez, en materia de importación, en los años 1852 y 1853 los valores obtenidos fueron de 715,886 y 598.823 pesos.  Durante la administración del primer López el principal protagonista de las operaciones comerciales era el mismo estado, pues en aquel entonces el mercantilismo era uno de los sistemas económicos que imperaban en la república. Desde Villa del Pilar, el gobierno adquiría las mercaderías, las cuales posteriormente distribuía en los almacenes de la capital y el interior para su posterior comercialización. El estado era el propietario de gran parte de las tierras  en el Paraguay, así también era el encargado de negociar la exportación e importación de materia prima en la nación, incluso, cuando poblaciones indígenas no presentaron documentos respaldatorios de la titularidad de sus tierras, fueron desalojados de aquellas tierras por orden judicial.
En 1855 fue emitido un decreto que establecía la reducción de impuestos a la exportación de cigarros, algunas variedades de cigarros, cueros crudos y curtidos, todo esto con la intención de incentivar la exportación por parte de las empresas privadas de estas materias primas. Carlos Antonio López reorganizó las finanzas del estado, monopolizando el comercio de elementos como la yerba mate y la madera, siendo esta última de admirada resistencia, mejorando bastante el comercio de exportación que durante la dictadura francista estuvieron totalmente obstaculizadas, por lo que en términos económicos, la administración del primer López fue positiva. 
Al momento de aplicar las medidas económicas con el objetivo de sustraer al Paraguay de aquella economía meramente rudimentaria y pastoril, el presidente López ya sea por la premura del momento o por falta de otras medidas decide iniciar la regulación efectiva de la economía nacional, otorgando al estado la primacía por sobre los intereses privados aún muy escasos en ese entonces. Desde 1844 López se encontraba con la latente amenaza desde Buenos Aires sobre una posible invasión conquistadora, razón por la cual sus medidas mercantilistas tuvieron eco en la población, considerando esta que dichas medidas serían meramente temporales hasta tanto el peligro extranjero se disipe. Dichas medidas produjeron que muy pocas personas tengan el derecho de propiedad sobre sus terrenos, siendo la mayor parte del territorio nacional propiedad del estado el cual llegaba a otorgar estos terrenos en arrendamiento a los ciudadanos. 
Aquellas medidas excepcionales hasta entonces siguieron todavía a la posterior caída de Juan Manuel de Rosas en 1852, generando cierta resistencia por parte de la población al considerar que aquellas medidas solo eran la respuesta al apremio de fortalecer la defensa nacional ante una probable invasión foránea. Fue aquel estado mercantilista el que rigió la economía nacional durante el gobierno de Carlos Antonio López, otorgando al estado un poder inconmensurable, este sistema prevaleció durante gran parte del gobierno de los López hasta la vorágine que significó la guerra contra la triple alianza para la economía paraguaya.

### Política educativa
Otro de los logros trascendentales de López fue el impulso de la educación primaria y secundaria, que hasta 1840 solo estaba reservada a unos pocos, todo esto con la estricta vigilancia del dictador José Gaspar Rodríguez de Francia, quien solo permitía la educación básica que incluía manejo del idioma y de problemas aritméticos. Por tal razón, López al iniciar su mandato consular se encontró con un sistema educativo totalmente rudimentario, lo que motivó a iniciar una reforma educativa total acorde a las exigencias de la época. 
Los avances educativos durante el gobierno consular se detallan en el apartado de cónsul de la República del Paraguay. Durante su gobierno presidencial la constitución de 1844 en algunos apartados hacía alusión a la necesidad de promover y fomentar centros de educación primaria y ciencias mayores así como la elaboración de planes educativos con aspectos relacionados con los temas básicos de la época, también dispuso el otorgamiento de becas educativas a jóvenes paraguayos de escasos recursos al extranjero y por último, la contratación de maestros extranjeros de modo a impartir las clases en los mencionados centros educativos. En parte de uno de sus discursos declaró lo siguiente:

“La ignorancia de una nación ha sido siempre el gran fondo de los díscolos y de los ambiciosos. Para combatirla el Gobierno atendió a las escuelas primarias en cuanto es posible. Estos son los verdaderos monumentos que podemos ofrecer a la libertad nacional”.
Carlos Antonio López, mensaje al Congreso del 12 de marzo de 1844

Los primeros jóvenes becados fueron seis, cuando el congreso de 1844 aprobó la ida de estos al extranjero, con la misión de adquirir nuevos conocimientos y posteriormente volver al país a impartir sus aprendizajes. En 1843, en Asunción funcionaba la Escuela Central de Primeras Letras bajo la dirección de Antonio María Quintana que albergaba entre sus aulas un total de 230 niños. Entre 1853 y 1857, con motivo del viaje de Francisco Solano López a Europa, varios técnicos fueron contratados y posteriormente traídos al Paraguay. Entre ellos se destacaron Pedro Dupuis, al maestro español Ildefonso Bermejo o el arquitecto italiano Alejandro Ravizza. 
En cuanto a la educación superior, de la mano de Juan Andrés Gelly en 1850 fue fundada la Escuela de Derecho Civil y Político, el primer plantel de estudiantes fue de 20 y en sus aulas eran utilizados libros de autores españoles y franceses, no obstante, por diversas vicisitudes dicha escuela no prosperó y debió ser clausurada. Posteriormente, en 1853 fue habilitada el aula de Matemáticas, surgida de otra que era dirigida por el profesor Miguel Ángel Rojas, pues ese mismo año el gobierno había contratado al matemático Dupuis de modo a impartir dichas clases. 30 alumnos eran procedentes de las clases de Rojas mientras que otros 20 eran jóvenes procedentes del interior del país.   
Los alumnos derivados del aula de Matemáticas migraron la Escuela Normal, la cual fue fundada en 1855 y dirigida por el maestro Ildefonso Bermejo, el objetivo de dicha institución era el de indagar el conocimiento de sus alumnos, y con los más destacados, proceder a fundar la sucesora de esta Escuela, que será el Aula de Filosofía. La Escuela Normal funcionó hasta 1856 cuando fue inaugurada el Aula de Filosofía que comenzó a funcionar con 49 alumnos que estaba constituida por los alumnos más destacados de la Academia Literaria y la Escuela Normal, poco tiempo después los alumnos mostraban visos de progresos en su educación, entre los alumnos surgidos de esta institución estaban Juan Crisóstomo Centurión y Natalicio Talavera, personajes de relevante actuación en la posguerra. Otros de los becados a Europa eran: Cándido Bareiro, Gaspar López, Andrés Maciel, Gerónimo Pérez, Manuel Espínola, José Tomás Astigarraga, Manuel Figueredo, Raimundo Meza, Juan Gregorio Almirón, Juan Giménez, Escolástico Ramos, Juan Vicente Portillo, Julián Ríos, Desiderio Trujillo y Eduardo Zavala.   
En 1858, conforme a lo estipulado en la Ley de Administración Pública, otro grupo de 16 jóvenes destacados fueron becados a Europa. Al año siguiente, en 1859, el Real Seminario de San Carlos, que fue clausurado durante el gobierno de José Gaspar Rodríguez de Francia, fue reabierto con la inclusión de cátedras como Latinidad, Derecho Canónico, Teología, etc., contando con 600 alumnos.    
En otro aspecto, la educación femenina hasta entonces estaba reservada exclusivamente a las niñas de sociedad. Las encargadas de la educación infantil femenina fueron las esposas de los técnicos europeos que habían venido al Paraguay, entre los principales institutos se encontraban: La Escuela de Niñas a cargo de Josefa Mercé, la Academia Niñas de Dorotea Dupratt, el Colegio Francés de Niñas al mando de Luisa Balet, la escuela para Niñas de Eduvigis de la Reviere y por último, la Escuela de Música a cargo de Ana Monier de Dupuis. Todas esas escuelas eran exclusivamente femeninas, no obstante, la escuela de dibujo y de música que admitían a niños de ambos sexos.  
En 1861 fue fundado el primer instituto de enseñanza médica en Paraguay, la Escuela de Medicina, en donde el plantel docente era integrado por los médicos extranjeros que fueron contratados por el gobierno paraguayo en la misión a Europa, entre quienes se destacaban los doctores Barton, Fox, Skiner y el farmacéutico Federico Masterman entre otros. Dicha institución fue dirigida por el médico británico Guillermo Stewart e impartía clases de Anatomía, Cirugía y Farmacia.  
Varios fueron los balances educativos realizados durante el gobierno de López. En 1857 fueron contabilizadas 406 escuelas a nivel país con un total de 16.755 estudiantes, alguno de esos estudiantes eran insolventes, por lo que el estado costeaba sus gastos de educación, vestimenta y comida. En 1862, a la muerte del presidente López, 435 escuelas con un total de 24.524 estudiantes en todo el país, sin contar las escuelas privadas que también funcionaban en todo el país, Juan Pedro Escalada era uno de los maestros particulares de la época.   
Si bien la educación paraguaya durante el gobierno de Carlos Antonio López sufrió un gran impulso, adelantándola incluso a los de países cercanos, esta restringía bastante las libertades individuales del educando, tratando de formar en ellos un pensamiento de obediencia hacia las autoridades y profundo amor hacia el terruño patrio, pero sin duda alguna, con el mejoramiento de la educación, Carlos A. López propulsaría el surgimiento de una generación entendida de los aspectos básicos de las ciencias y las filosofías contemporáneas.    

### Política social
Al iniciar su gobierno Carlos Antonio López la vida social en Asunción estaba en torno a las labores del hogar, la mayoría de las calles asuncenas eran de tierra con divisiones cuadrangulares ya desde la dictadura francista, el modelo de las casas era semirrural con corredores hacia el frente, mientras que en las diferentes zonas rurales del país la vida se abocaba a la cría de ganado y mantenimiento de las granjas, la vida social asuncena solo se movilizaba al momento de festividades que eran pocas durante el año.
En 1855, con el regreso de Francisco Solano López de Europa se introdujeron varios artículos y costumbres en la capital. Se comenzaron a edificar nuevas infraestructuras con amplios toques europeos. Ejemplo de ello eran el nuevo edificio de dos plantas que funcionaría como sede del gobierno y del congreso, respectivamente. Con el advenimiento de varios ciudadanos europeos, estos también importaron al país sus tradiciones occidentales, pero sin dudas la más destacada fue la danza; En 1860 fue fundado el Club Nacional, una entidad privada ubicada anteriormente frente al Panteón Nacional de los Héroes, en donde Elisa Alicia Lynch organizaba fiestas de baile introduciendo a la aristocracia asuncena el baile del "Kyguá Verá", el "londón karapé", "la Palomita", "el Cielito chopí", "Santa fe" y el "Campamento Cerro León". 
A su vez las diferentes calles de la capital y alrededores fueron totalmente modificadas, algunas incluso ya con el empedrado muy adelantado a su época, también a estas calles se les otorgó nombres en carácter de nomenclaturas. Estas calles fueron delineadas en cuadras y otorgándosele el nombre de ríos como Aquidabán, Jejuí, Piribebuy, Apa, Blanco o con el nombre de elementos del escudo como estrella, oliva, palma y el de próceres como Caballero, Iturbe, Yegros. Se trazaron cuatro avenidas importantes, la de los Arroyos (hoy Avda. Artigas), que iba desde el centro de Asunción hasta el corazón del Jardín Botánico, España hasta Campo Grande, Colombia hasta la Recoleta (hoy Avda. Mcal. López) y la de los Salinares (hoy Avda. Perú) que va desde el centro de Asunción hasta Lambaré en una zona de donde se extraían cantidades considerables de sal. Fueron además construidas siete murallas grandes de piedras y cal de modo a asegurar la plaza, edificios públicos y particulares, mientras que en el puerto de Bahía Negra se realizó la construcción de ramplas de piedra, cal y ladrillo.

#### López y la iglesia

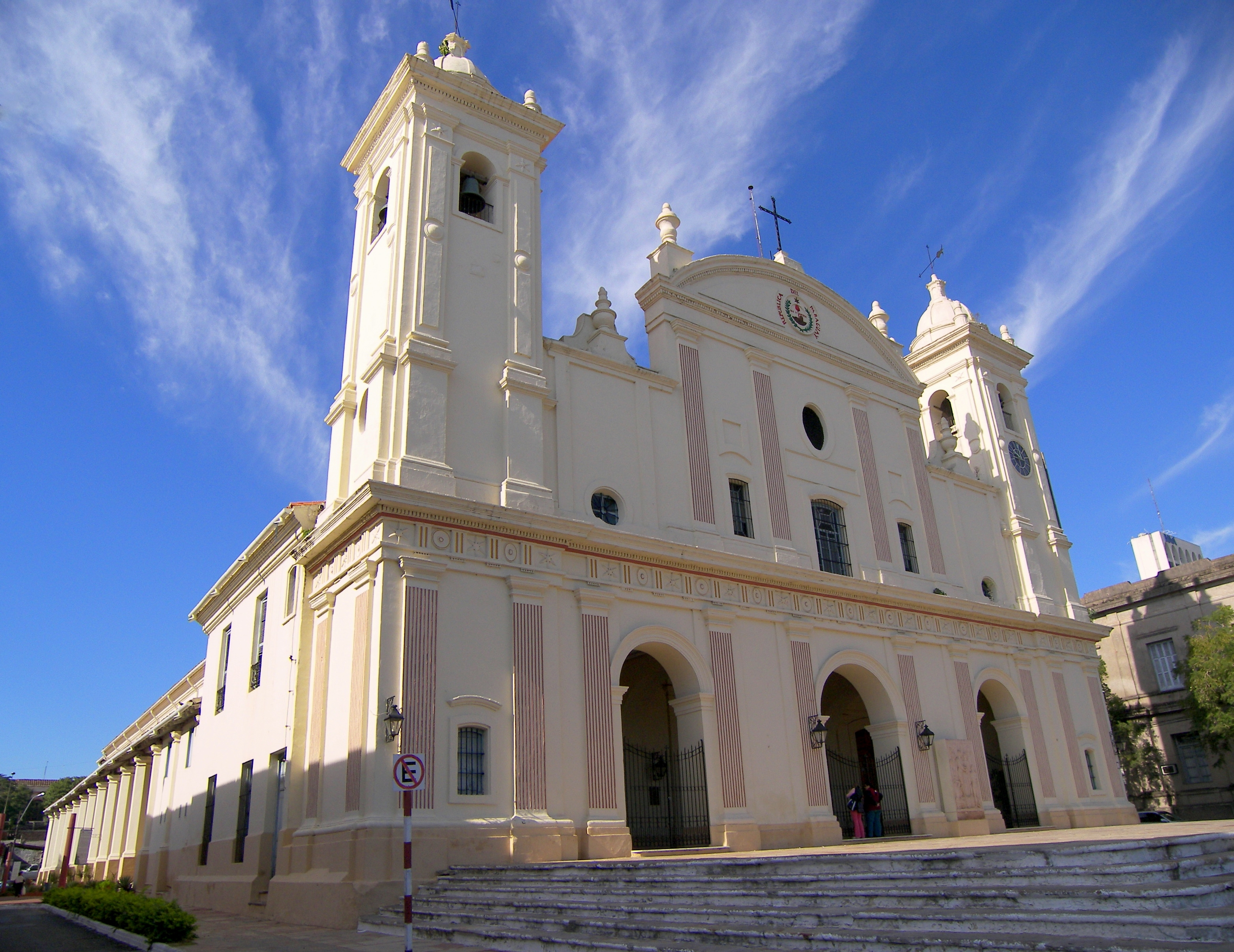
Catedral Metropolitana de Asunción, reconstruida durante el gobierno de López.

Desde la llegada a América de las primeras órdenes religiosas, estas contaron siempre con el apoyo de la corona en la intención de evangelizar a los indígenas locales. Posterior a la independencia nacional, los católicos ocupaban cargos de preponderancia civil además de que la educación era prácticamente religiosa. Durante la dictadura francista la iglesia siguió teniendo amplia relevancia, no obstante, el dictador poco se inmiscuía en los asuntos religiosos e incluso, los templos religiosos quedaron sin ningún sostén pues se había cancelado las relaciones con la santa sede, convirtiéndose algunos templos incluso en cuarteles militares.
Con Carlos Antonio López la situación religiosa fue distinta, pues este siempre estuvo íntimamente relacionado con la iglesia, pues tenía varios conocimientos sobre derecho canónico y además que todos sus hermanos fueron educados en institutos religiosos e incluso uno de ellos, Basilio, llegó a ser obispo del Paraguay. López fue más aperturista con la iglesia, llegando incluso a solicitar a la Santa Sede el nombramiento de un nuevo Obispo, pues el último había sido el español Pedro García Panés.
Durante su administración varios templos fueron refaccionados y construidos, entre estos se pueden nombrar la Catedral de Asunción, la cual fue totalmente reconstruida pues la anterior había sido demolida tiempo atrás, las iglesias de Lambaré, la de Trinidad (a la cual acudía frecuentemente López y su familia) y varias en el interior como la de Caapucú o la de Humaitá, la cual fue inaugurada solemnemente el 1 de enero de 1861, en presencia del presidente López, así también otorgó personalidad jurídica pública a la Iglesia Católica en Paraguay y restableció las relaciones diplomáticas con la Santa Sede, enviando en 1854 a la primera delegación oficial paraguaya ante la Sede Apost´, mientras que este hizo lo mismo enviando a un agente apostólico al Paraguay. Carlos Antonio López emitió un decreto en el cual prohibió la libertad de culto, estableciendo la religión católica como la única religión reconocida y profesada por el estado, así como la disposición de que el estado se convierta en protector de la iglesia paraguaya. Durante su administración presidencial varios fueron los obispos del Paraguay, entre quienes se puede citar a Basilio López Ynsfrán (1844-1859), Marco Antonio Maíz, auxiliar (1844-1848) y Juan Gregorio Urbieta (1859-1865), también llegó a nominar a Manuel Antonio Palacios ante la Santa Sede.

### Política sanitaria
Antes de la llegada al país de los médicos británicos producto de la misión de Francisco Solano López en Europa el tema de la salud estaba reservado exclusivamente a médicos naturalistas, quienes con sus brebajes y recetas ancestrales lograban en parte paliar los dolores de las personas. Al momento de la llegada de los británicos, se potenció la vacunación en contra de varias enfermedades, especialmente en contra de la viruela. También se implementaron diversas campañas de prevención tales como la limpieza integral de la vía público así como la construcción de sistemas de saneamiento fluvial.
En aquella época, la cobertura de salud a nivel poblacional era bastante escasa pues a pesar de que el inventario de fármacos era bastante amplio, solamente las personas con bonanza económica podían acceder a estos, mientras que los más desposeídos se resignaban a morir en sus hogares. En esos tiempos las dolencias más comunes eran el sarampión, la viruela, el catarro, las disenterías, resfríos, otitis, caries, mal de estómago, de oídos, escarlatina, hemorroides, reuma y males de intestino. Los médicos británicos habían importado junto con ellos también los diversos tratamientos caseros a aplicar con enfermedades tales como el sarampión, la viruela, etc. En una parte del mensaje al congreso de 1844 el presidente Carlos Antonio López había informado sobre una epidemia de viruela que había afectado al país, no obstante, dicha epidemia pudo ser controlada gracias a la oportuna intervención del supremo gobierno.
En 1853 vuelve a reaparecer una epidemia de viruela, lo que motiva al gobierno a nominar al paraguayo Luis Cálcena y Echeverría como encargado de administrar la vacuna correspondiente a la prevención contra la viruela, por tal motivo dicha epidemia fue de menor azote que la vivida en 1844. A pesar de que en el gobierno de Carlos Antonio López no existían hospitales de alta complejidad en comparación a los demás países del Plata, son dudas, el arribo de los médicos británicos fue el principal antecedente de los posteriores hospitales que funcionarían en territorio paraguayo, muchos de ellos funcionarían ya en la guerra contra la triple alianza. 

### Política jurídica
Durante la dictadura de José Gaspar Rodríguez de Francia no existían normativas jurídicas que regulasen la aplicación de penas a aquellos que cometían delitos de cualquier laya, todo se basaba en la exclusiva voluntad del dictador respecto a aplicar justicia, ya sean las torturas en las mazmorras o la pena capital, la cual consistía en la consecuente ejecución del acusado. Al asumir el segundo consulado, en 1841, debió organizar desde el introito las normas que regulen la política criminal de aquella época, la cual no varió respecto de los abusos, no obstante, la aplicación de sanciones ya no se basaba en la voluntad de las autoridades, sino en lo dispuesto en la ley. Desde 1844 a 1861 hubo 3.281 presos en total, de los cuales 1.118 fueron confinados, 39 fusilados, 59 fallecidos durante el cumplimiento de su pena y liberados 2.065.
Entre las primeras medidas adoptadas por el consulado fue la creación de la Policía de la Capital, dotándola del llamado "Reglamento de Policía", el que establecía ciertas funciones municipales en relación con la ciudad de Asunción, a tal efecto fue designado como primer jefe de Policía de la Capital el señor Pedro Nolasco Fernández. A su vez el consulado estableció el reemplazo del Defensor de Naturales por el Defensor General de Pobres, así también se estableció el Estatuto Provisorio de Administración de Justicia y el de Juez Superior de Apelación. Hasta 1852, año en que Juan Manuel de Rosas es defenestrado, el castigo de los delitos en territorio fueron similarmente desproporcionados como en la época de su antecesor.   
Recién asumidas sus funciones, los cónsules decidieron establecer el mencionado Reglamento de Policía el cual contó con un total de 36 artículos que versaban sobre diferentes temas pero en particular como una especie de código penal que tipificaba diversos delitos que atenían respecto al comportamiento de los ciudadanos, así como también de la conducta adoptada por extranjeros residentes en el país. Otra de las medidas llevadas a cabo por el consulado fue el de inaugurar tres nuevas comisarías en la Capital, estas pertenecían a los distritos de Catedral, La Encarnación y San Roque. Es importante señalar que desde la promulgación de aquellos reglamentos, se logró señalar las atribuciones y obligaciones fijadas a los Alcaldes, a los Jueces Comisionados y a los Administradores de las Temporalidades de los pueblos de indios que aparecen en la designación de personas para ocupar estos cargos, entre dichas atribuciones se encontraban la mediación así como el hecho de dirimir conflictos civiles. A su vez es nombrado como procurador fiscal en lo Criminal Pedro Moreno. 
Entre los avances en materia jurídica de la administración de López se encuentra la creación de la Guardia Nacional, la cual cumplió la labor de patrulla urbana durante el tiempo en el cual el ejército de línea se encontraba en Corrientes. Respecto de la cuestión militar, entre las diversas sanciones establecidas al personal castrense por comisión de hechos punibles consignados en el Archivo Nacional de Asunción se encuentran: Carreras de palos, multas, destinados a prestar servicios en los distintos buques de la Armada Nacional, confinamiento a diversas colonias penales, castigo a menores, condenas a obras pùblicas, destierro a prestar servicio militar en el destacamento de San Salvador de Etevegó, destierro a otros pueblos, a trabajar en la fundición de hierro de Ybycuí, a cadena perpetua y pena capital.
Durante la administración del presidente López varias fueron las obras llevadas a cabo con el objeto de modernizar las instalaciones de la cárcel pública, ubicada en la zona céntrica de la capital, es importante destacar que los reclusos debían trabajar de modo a obtener a cambio raciones y también vestimenta acorde, pero aquellos que no desarrollaban ningún tipo de oficio dependían de limosna pública, pues algunos presos bajo custodia iban al mercado a pedir cosas que pudieran llevar a la cárcel para elaborar su comida. Diversas personas que habían cometido faltas o delitos también eran enviados a la Villa Occidental, en los distintos fortines de su entorno, para cumplir con las penas que se les habían impuesto. A objeto de establecer en esta zona una comunidad se estableció junto con militares y civiles el poblado de "Monte Sociedad" el cual actualmente recibe el nombre de Benjamín Aceval.   
De la lectura de los diversos temas judiciales aparecidos en los volúmenes de las distintas secciones del Archivo Nacional de Asunción se infiere que fue preocupación de Carlos Antonio López que las personas condenadas pueblen y trabajen en los fortines y poblaciones que se iban fundando a lo largo del país y particularmente en las fronteras, además de las poblaciones que ya existían de tiempo pasado. En la época de Carlos Antonio López tampoco estuvieron fuera de órbita las cuestiones relativas a los suicidios, pues según lo establecido por la iglesia en aquel entonces, solo aquellas personas que al momento de suicidarse hayan padecido enfermedades mentales podían ser inhumadas en los templos o sus alrededores, mientras que las que tomaban la drástica decisión de poner fin a sus vidas con pleno uso de sus facultades psíquicas eran enterradas en lugares profanos.     

## En la política exterior
Trató con los países vecinos de modo a afianzar las fronteras paraguayas y logró que varios países reconocieran la independencia del Paraguay, al tiempo que renovó las relaciones diplomáticas con varios Estados, rotas durante los años de la dictadura. Carlos Antonio López abandonó la antigua política de aislacionismo heredada de su predecesor, por lo que comenzó a tejer alianzas con países fronterizos, con la intención de salvaguardar la reciente independencia del Paraguay.
Al asumir la presidencia debió empezar a involucrarse en la agitada política regional del Río de la Plata, que en aquella época se encontraba con una Argentina dividida entre unitarios y federales, aparte de la provincia de Corrientes que se encontraba en rebeldía hacia el gobierno central de Buenos Aires, el reciente estado oriental del Uruguay, y por otro lado el Imperio del Brasil, a quien le resultaba perjudicial la política aplicada por Juan Manuel de Rosas, dictador argentino, en la desembocadura del Río de la Plata, importante emporio comercial de los países del Plata, ya que este era el punto de salida como de entrada de productos que eran exportados a Europa a través del Atlántico
Durante la primera etapa de su presidencia, Carlos Antonio López buscó el reconocimiento del Paraguay como país independiente, no obstante, el principal inconveniente lo tuvo con la Argentina pues dicho país, de la mano de Juan Manuel de Rosas consideraba al Paraguay como una provincia rebelde e instaba a las demás naciones a considerarla como tal. Varios países latinoamericanos ya habían reconocido al Paraguay entre los que se pueden citar a Brasil, Chile, Bolivia o Uruguay. La principal política de Rosas fue la de aislar al Paraguay, de modo a forzar su integración a la Confederación Argentina, y esto lo hizo filtrando la navegación en el Río Paraná (principal vía fluvial por la cual el Paraguay se comunicaba con el Río de la Plata). También consiguió el reconocimiento de la independencia nacional y la posterior firma de tratados multilaterales con Inglaterra, Francia, Cerdeña y Estados Unidos.
Por motivo del aislacionismo, López se vio obligado a buscar alianzas con el Imperio del Brasil, que ya desde la época de Rodríguez de Francia había enviado emisarios a la joven nación. En aquella época, el Brasil había establecido alianzas con las principales potencias europeas, Francia e Inglaterra, con la intención de forzar a Rosas a abrir la navegación sobre el cauce del río Paraná, claramente la política rosista iba contra los intereses del Brasil, por lo que López decidió aliarse con estos, no obstante, el Brasil reculó en su intención de enfrentar a Rosas por las armas, generando el rompimiento de alianza entre ambas naciones. Posteriormente López decide aliarse con Corrientes, iniciando así una larga lucha lucha que culminaría con la deposición de Rosas, y la posterior asunción de Justo José de Urquiza.
A nivel exterior, el segundo problema con el que se debió enfrentar Carlos Antonio López por detrás del aislacionismo, fue la cuestión de límites con Argentina y Brasil, llegando incluso en algunas ocasiones al borde de un enfrentamiento bélico que solo era detenido con la acertada prudencia diplomática que caracterizaba a López. Varios fueron los tratados firmados con ambas naciones con el fin de delimitar dichos límites, no obstante, las actividades militares de uno u otro bando eran bastante comunes como una forma de demostrar las fuerzas de los respectivos ejércitos.
Los inconvenientes limítrofes no cesaron en todo el gobierno de López, por lo que dicho inconveniente le fue heredado a su sucesor, Francisco Solano López. La clara firmeza propugnada por López hizo que el Paraguay adquiera mayor protagonismo en la región, actuando con una recomendada prudencia diplomática, visto los diversos inconvenientes geopolíticos que se suscitaban en la zona. Se puede afirmar que el principal logró de López en el plano exterior fue haber obtenido de diferentes naciones del mundo, el pleno reconocimiento del Paraguay como país independiente de todo dominio extranjero, sin dudas esto fue la piedra angular para que a lo largo del siglo XIX más naciones entablen relaciones diplomáticos con el mediterráneo país.

## Últimos años

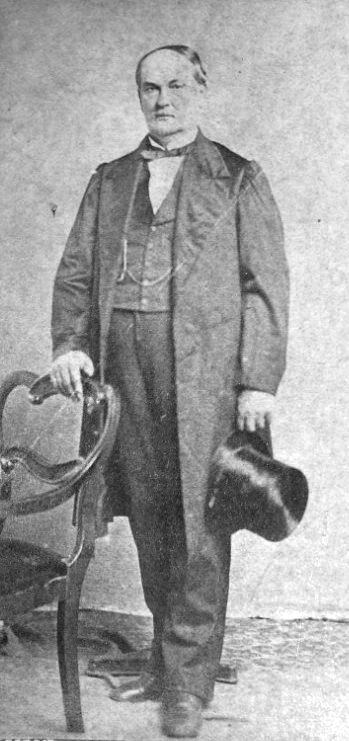
El presidente López de pie y con sombrero en mano en sus últimos años de vida.

A partir de 1861, su salud comenzó a deteriorarse considerablemente, ya que sufría de gota y diversos inconvenientes de salud que le impedían cumplir a cabalidad con sus tareas. Alternaba su estadía entre sus residencias del barrio Trinidad o la de Olivares, acudiendo a Asunción en caso de necesidades diplomáticas. A su muerte, dejó el camino marcado para que su primogénito hijo Francisco Solano López, a quien anteriormente había confiado cargos de responsabilidad, lo sucediera en la presidencia del país, portal razón, el 15 de agosto de 1862 firmó un pliego de reserva, en el cual establecía que se nombrase como vicepresidente de República al brigadier general Francisco Solano López, General en Jefe del Ejército y ministro de Guerra y Marina.
Desde el 21 de agosto de 1862 el médico inglés Guillermo Stewart es solicitado a las 05:00 debido a que el presidente tenía dificultades para miccionar, por lo cual se le debió colocar un catéter. Posteriormente el doctor Stewart realizó diversas visitas a la casa presidencial debido a que López ya tenía dificultades para dormir o para comer. Su cuadro comenzó a agravarse inexorablemente desde el 9 de septiembre cae en un estado de síncope general, lo cual era solo ya la premonición del irremediable epílogo del presidente López. 
A las 02:30 del 10 de septiembre de 1862 se le administra la extremaunción por parte del padre Teodoro Escobar y a las 03:15 finalmente Carlos Antonio López expiraba. En la mañana se reunieron autoridades civiles y militares en palacio, con la intención de dar lectura al pliego de reserva con el que fue investido como nuevo vicepresidente de la república. A las 10:00 sus restos fueron trasladados en un ataúd hasta la Catedral Metropolitana, en donde el padre Fidel Maíz ofició una misa cantada para posteriormente trasladar sus restos en una carroza tirada por seis caballos y seguida por una brigada de artillería volante y un batallón de Infantería, el vicepresidente, ministros y funcionarios a caballo o en carrozas, así como civiles a pie. A las 17:00 llegó el féretro hasta la iglesia de la Santísima Trinidad, donde después de rezar un responso sus restos fueron depositados en el recinto. Su lápida se encuentra frente al púlpito de la Iglesia Santísima Trinidad.
Posteriormente, tras la restauración del Oratorio de Nuestra Señora de la Asunción que fue convertido en Panteón Nacional de los Héroes, los restos de Carlos Antonio López fueron exhumados el 24 de febrero de 1939 para ser trasladados al recinto antes mencionado, donde se encuentra hasta la actualidad. El acta notarial del día de la exhumación refiere lo siguiente: 

“Arriba en primer lugar, los restos del expresidente don Carlos Antonio López. Seguidamente, se sacaron los siguientes restos óseos: un fragmento de la bóveda craneana con restos de cabello, fragmento de la mandíbula inferior, la clavícula izquierda, pequeños fragmentos de costillas, seis vértebras, fragmentos de huesos de las manos y de los pies, fragmento de ambos húmeros, fragmentos del peroné, ambos cúbitos, ambos radios. Ambos fémures y ambas tibias, los que previa desinfección fueron depositados en una urna de bronce confeccionada por los talleres de la Dirección de Material y Arsenales y lleva grabada en la tapa la siguiente inscripción: "Pax. Presidente de la República Carlos Antonio López" ”
don Daniel Galeano, escribano mayor de gobierno en acta notarial del 24 de febrero de 1939.

## Legado
Uno de los principales legados de Carlos Antonio López ha sido el desarrollo industrial, que posibilitó al Paraguay avances inesperados para la época en un país que apenas dejaba el aislacionismo y las actividades rudimentarias. Fue este avance lo que también posibilitó al Paraguay la tenaz resistencia durante los aciagos años de la guerra contra la triple alianza. Al respecto, Justo Pastor Benítez declara cuanto sigue: 

“Su biografía está escrita al pie de sus obras, en las piedras, ladrillos y hierro de sus construcciones”

Gracias a su hercúlea labor como gobernante, diversos homenajes se le son conferidos. En el departamento de Itapúa, en homenaje al presidente la ciudad cercana al río Paraná, Carlos Antonio López, lleva su nombre. En la ciudad de Asunción, capital de Paraguay, una importante avenida lleva su nombre. La ruta N°9, que parte desde el norte de Asunción y cruza verticalmente el Chaco paraguayo tiene su nomenclatura en homenaje al primer presidente paraguayo. Es así que a lo largo del territorio paraguayo, calles, rutas, barrios y zonas urbanas llevan su nombre, como un justiciero homenaje hacia su labor en los tiempos previos a la guerra.